# Valle dei Templi
La Valle dei Templi è un parco archeologico della Sicilia caratterizzato dall'eccezionale stato di conservazione e da una serie di importanti templi dorici del periodo ellenico. Corrisponde all'antica Akragas, monumentale nucleo originario della città di Agrigento.
Dal 1997 l'intera zona è stata inserita nella lista dei patrimoni dell'umanità redatta dall'UNESCO. È considerata un'ambita meta turistica, oltre ad essere il simbolo della città e uno dei principali di tutta l'isola.
Dal 2000 l'area è parco archeologico della Regione Siciliana che, con i suoi 1.300 ettari, è il più grande parco archeologico d’Europa e del Mediterraneo.

## Storia

### Età antica

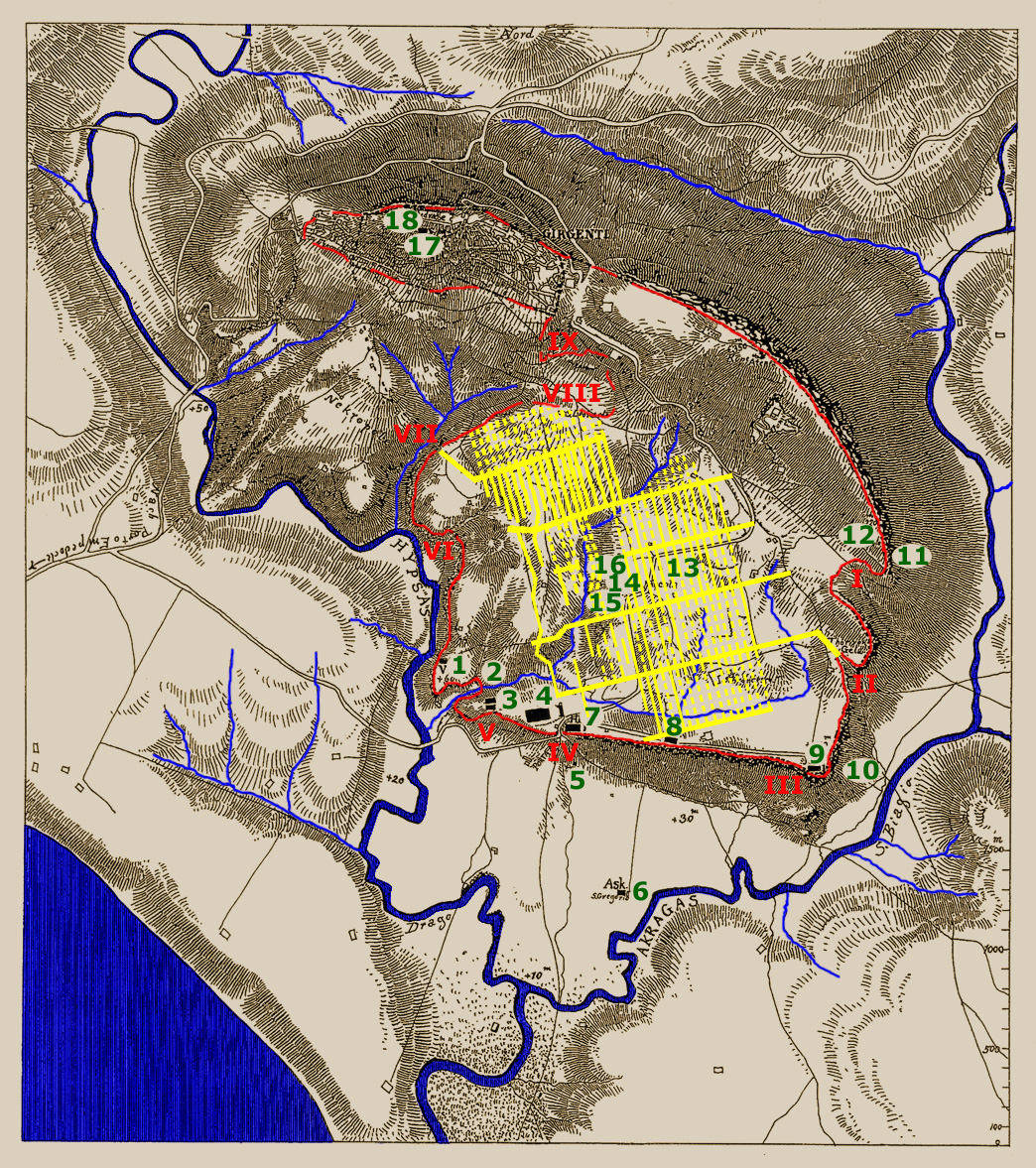
Pianta dell'antica Akragas. Sono segnati i fiumi Akragas e Hypsas (blu), le strade (giallo), le mura (rosso) e le porte della città (I-IX). I numeri corrispondono ai principali luoghi cittadini: 1.Tempio di Efesto; 2. Kolymbethra; 3. Santuario delle divinità ctonie, Tempio dei Dioscuri e Tempio L; 4. Olympeion; 5. Tomba di Terone e necropoli ellenistica-romana; 6. Tempio di Esculapio; 7. Tempio di Eracle; 8. Tempio della Concordia e necropoli paleocristiana; 9. Tempio di Giunone; 10. Basilicula (o Martyrium); 11. Santuario rupestre di Demetra; 12. Tempio di Demetra; 13. Quartiere ellenistico-romano; 14. Agorà superiore (oggi Museo regionale "Pietro Griffo"); 15. Ekklesiastérion e Oratorio di Falaride; 16. Bouleutérion; 17. Tempio di Atena; 18. Tempio di Zeus Atabyrios.

Nel 581 a.C. alcuni coloni provenienti da Gela e da Rodi fondarono una città col nome di Ἀκράγας (Akragas) in un luogo strategico, vicino al mare e protetto dalle alture della Rupe Atenea e di Girgenti a nord e dalla Collina dei Templi a sud, nonché circondato dal corso dei fiumi Akragas (odierno torrente San Biagio) a est e Hypsas (odierno torrente Santa Anna) a ovest. L'insediamento si dotò di un ampio sistema difensivo, consistente in un circuito di mura lungo dodici chilometri e dotato di nove porte di accesso che sfruttava le caratteristiche topografiche del luogo. Alla fine del VI secolo a.C. risalirebbe anche la costruzione del primo grande tempio, quello dedicato ad Eracle, che sorse a ridosso di una delle porte più importanti della città, la cosiddetta Porta Aurea.
Akragas conobbe diverse tirannidi prima con Falaride (570-554 a.C.) ed infine con Terone (488-473 a.C.), il quale diede particolare impulso all'espansionismo militare della città con la vittoria sui Cartaginesi nella battaglia di Himera (480 a.C.). Seguì un periodo democratico instaurato dal filosofo Empedocle (446-444 a.C.). I grandi templi dorici, costruiti nel corso del V secolo a.C. in segno di ringraziamento agli dèi per la vittoria sui Cartaginesi, testimoniano la prosperità raggiunta in questo periodo storico dalla città (che arrivò a toccare i 20.000 abitanti), tanto da suscitare l'ammirazione del poeta Pindaro: uno dopo l'altro furono innalzati, quasi a formare una corona intorno al centro abitato, il Tempio di Atena sul colle di Girgenti, il Tempio di Demetra sulle pendici della Rupe Atenea e il Tempio detto L (480-460 a.C.), quelli detti di Giunone e dei Dioscuri (450 a.C.), il Tempio detto della Concordia e di Efesto (440-430 a.C.), il santuario d'Esculapio fuori le mura (420-410 a.C.), dove fu collocata una statua d'Apollo opera del celebre scultore greco Mirone, per non parlare dell'Olympeion, dedicato a Zeus Olimpio e considerato il più grande tempio dorico dell'antichità classica, sicuramente iniziato nel 480 a.C. e proseguito almeno fino al 406 a.C. ma mai completato. Durante il suo apogeo, la pianta urbanistica di Akragas era a griglia con sei larghi viali (plateiai) incrociati da trenta strade più strette (stenopòi) ed era così suddivisa: la Rupe Atenea era sede dell’acropoli con funzione sacra e difensiva, la Collina dei Templi ospitava i santuari dedicati alle divinità e la zona centrale le abitazioni civili e gli edifici pubblici mentre più a valle, fuori dalla cinta muraria, sorgeva l'emporio (odierna frazione balneare di San Leone), ossia lo scalo marittimo dove approdavano le navi commerciali provenienti da Cartagine e dalla Grecia. Sotto Terone, grazie all'ingegno dell'architetto Feace, la città si dotò anche di un sistema di cisterne, canali ed acquedotti sotterranei per la raccolta delle acque del suolo che sboccavano in un grande lago artificiale, la famosa Kolymbethra.

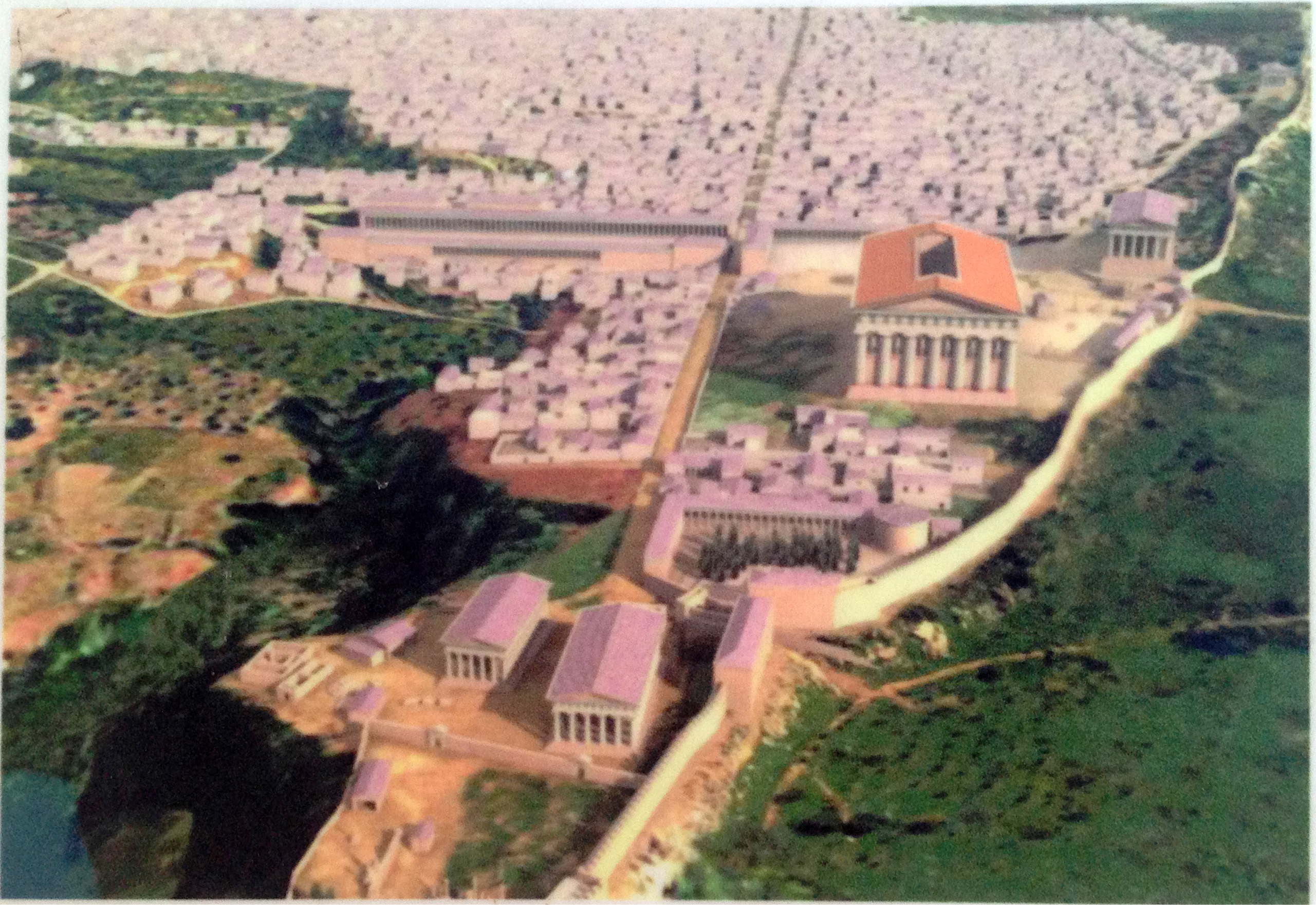
Ricostruzione in 3D dell'antica Akragas vista nei pressi della Porta V. Al centro sono visibili il Tempio L e il Tempio dei Dioscuri con il Santuario delle divinità ctonie. Sulla destra, il Tempio di Zeus Olimpio e quello di Eracle.

Dopo l'assedio e il saccheggio subito da parte dei Cartaginesi nel 406 a.C. durante la seconda guerra greco-punica, seguì un periodo di decadenza per Akragas, che fu sottoposta all'Epicrazia punica finché entrò nell'orbita di Siracusa con il condottiero corinzio Timoleonte (339 a.C.), che ricostruì le mura e la ripopolò con nuovi abitanti. Alle riforme promosse da Timoleonte si deve probabilmente la costruzione di nuovi edifici pubblici che occuparono l'area dell'agorà, ossia l'Ekklesiastérion (sede dell'ekklesia, l'assemblea popolare) e il Bouleuterion (sede della boulè, l'assemblea dei rappresentanti eletti dal popolo).
Dopo alcuni tentativi di liberarsi dell'influenza siracusana, Akragas tornò nuovamente sotto il giogo cartaginese fino al 210 a.C. quando passò definitivamente sotto il dominio romano, che latinizzò il nome della città in Agrigentum e la trasformò in civitas decumana, cioè tenuta a versare annualmente la decima parte del raccolto a Roma. Nei primi due secoli dopo la conquista romana furono eretti sempre nell'area dell'agorà il teatro e un tempietto (falsamente attribuito al tiranno Falaride) che sorse sull'Ekklesiastérion ormai abbandonato. Ad ovest dell'agorà si sviluppò anche un nuovo quartiere in cui si concentrarono abitazioni di lusso (domus) e botteghe artigiane: esso presentava una pianta a griglia uguale al centro abitato greco con quattro strade strette (cardi) che incrociano tre viali larghi (decumani).
Racconta Cicerone nelle sue Verrine che nel 73 a.C. Verre, governatore romano della Sicilia, fece rubare la famosa statua d'Apollo dal Tempio di Esculapio e poi mandò degli uomini a sottrarre anche quella di Ercole dal Tempio omonimo ma questo tentativo fu bloccato dalla reazione violenta dei cittadini di Agrigentum armati di bastoni.
Nel 22 a.C., a causa della riforma voluta dall'imperatore Augusto, Agrigentum divenne municipium, cioè poteva assumere una certa autonomia da Roma ed avere perciò magistrature proprie. Nel periodo successivo (I secolo d.C.) furono terminati il foro (piazza) con triportico colonnato ed adiacente santuario a tempietto (forse un iseion, cioè dedicato alla dea Iside) ma anche il ginnasio (palestra).

### Età medievale
A partire dal VI secolo d.C., a causa delle invasioni barbariche, l'antica Agrigentum si spopolò ed il centro abitato si spostò oltre la vecchia cinta muraria, verso la parte alta del colle di Girgenti, dove si svilupperà la città medievale e poi moderna. La Collina dei Templi perse così la sua importanza, venendo adibita in un primo tempo a luogo di sepoltura per i primi cristiani (come dimostrano le numerose necropoli, risalenti già all'età romana) e poi a luogo destinato all'artigianato e all'allevamento. Nel 597 l'area, ormai esclusa dall'abitato, fu trasformata in luogo di culto cristiano dal vescovo Gregorio, che decise di trasferire la cattedrale nel Tempio della Concordia consacrandola al culto degli Apostoli Pietro e Paolo e distruggendo gli idoli pagani.
Nel 1154, Al-Idrisi, geografo arabo alle dipendenze del re normanno Ruggero II, fece un vago cenno indiretto alla bellezza paesaggistica ed architettonica dei templi in rovina nella sua famosa opera geografica Il libro di Ruggero, probabilmente dopo averli visitati di persona.
Nel corso dei secoli successivi, l'area fu completamente abbandonata ed utilizzata esclusivamente per ricavare i blocchi necessari alla costruzione della nuova città di Girgenti e del molo antico di Porto Empedocle.

### Età moderna e contemporanea

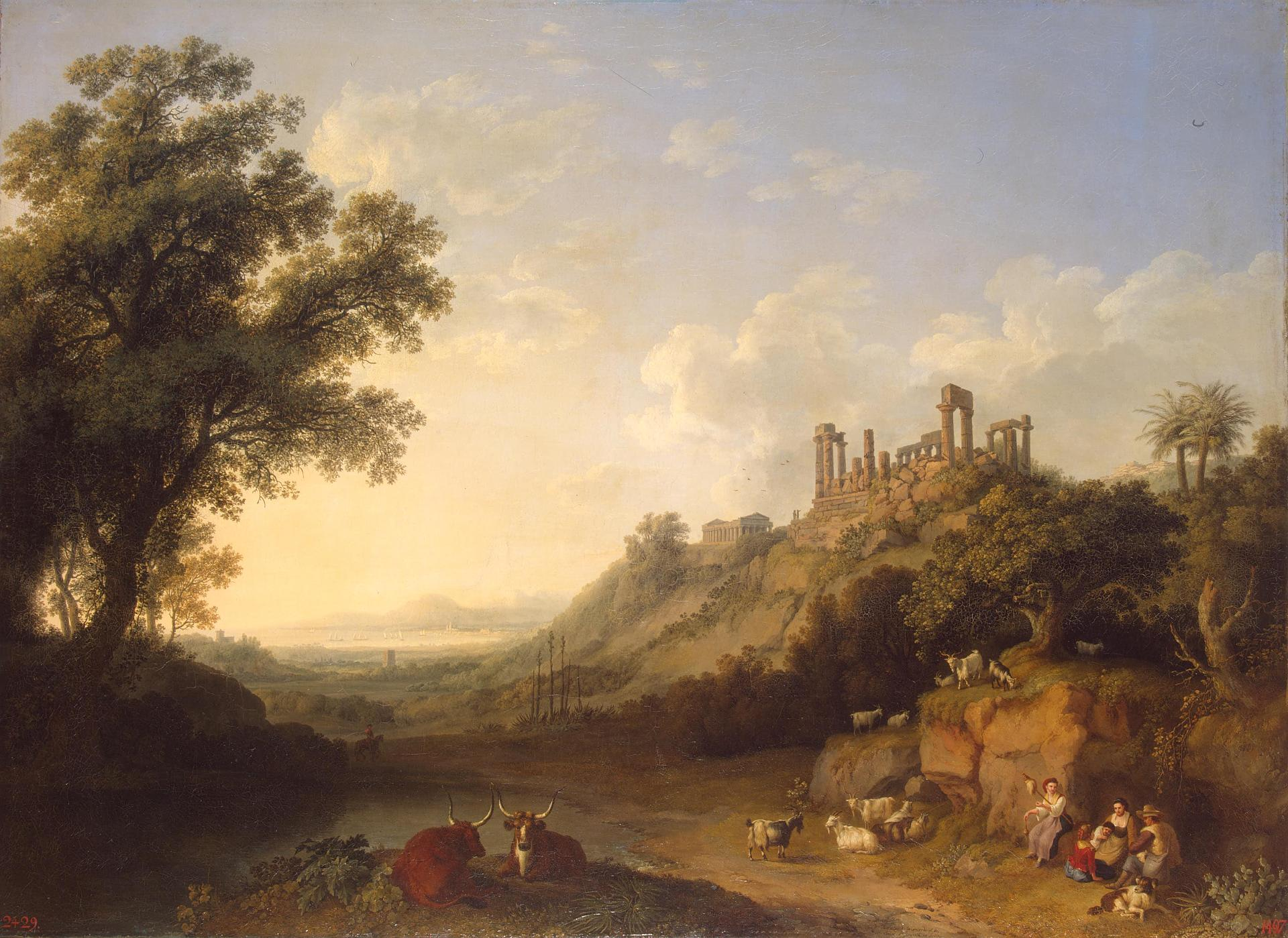
Veduta di Agrigento (1778), dipinto di Jakob Philipp Hackert, conservato all'Ermitage di San Pietroburgo.

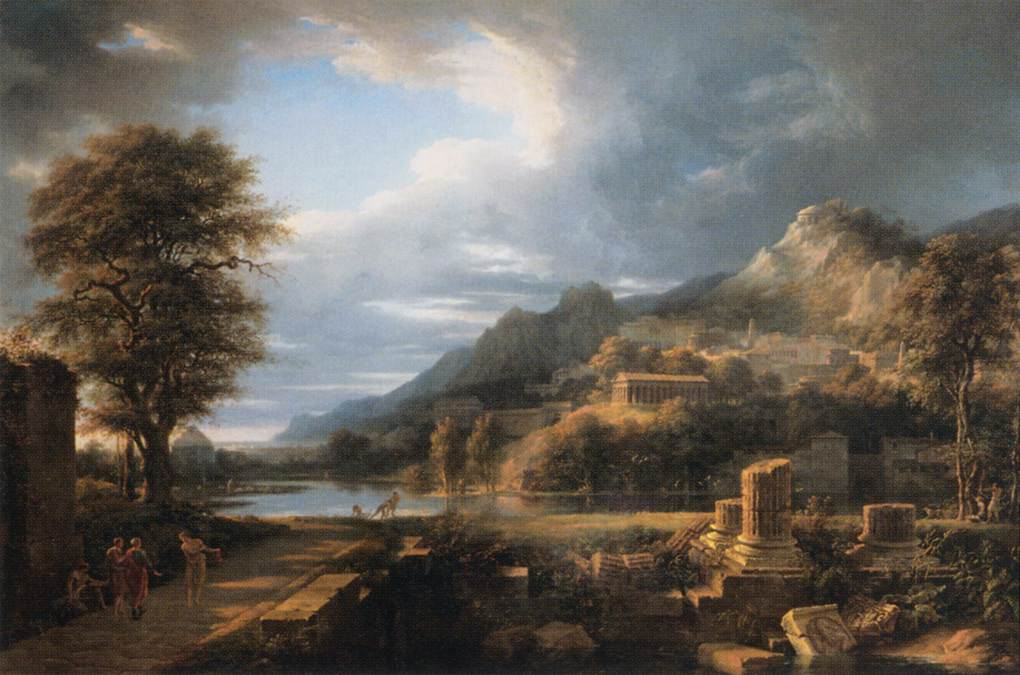
L'antica città di Agrigento (1780), dipinto di Pierre-Henri de Valenciennes esposto al Louvre di Parigi.

Dopo secoli di totale abbandono, i Templi furono studiati nel '500 dal frate domenicano Tommaso Fazello, che ne visitò i resti per la scrittura della sua grande opera storica De rebus Siculis (1558), e poi nel '600 dal geografo tedesco Filippo Cluverio, il quale si trovava in Sicilia per le sue ricerche. Il sito fu tuttavia riscoperto soltanto nel corso del XVIII secolo grazie allo studioso tedesco Johann Joachim Winckelmann (considerato il padre dell'archeologia moderna e della storia dell'arte), che ne descrisse la bellezza in un famoso trattato d'architettura ispirato dagli studi effettuati sul posto dal monaco teatino toscano Giuseppe Maria Pancrazi tra il 1751 ed il 1752. L'ascendente di Winckelmann fu determinante per i viaggiatori europei del Grand Tour, che resero la Valle dei Templi una tappa obbligata del loro viaggio: tra i più celebri di essi possiamo ricordare Johann Hermann von Riedesel, Jacques Philippe D'Orville, Patrick Brydone, Jean-Pierre Houël, Jean-Claude Richard de Saint-Non, Karl Friedrich Schinkel ma soprattutto Johann Wolfgang von Goethe, che ne parlò ampiamente nel suo Viaggio in Italia (1816) e ne rimase affascinato.

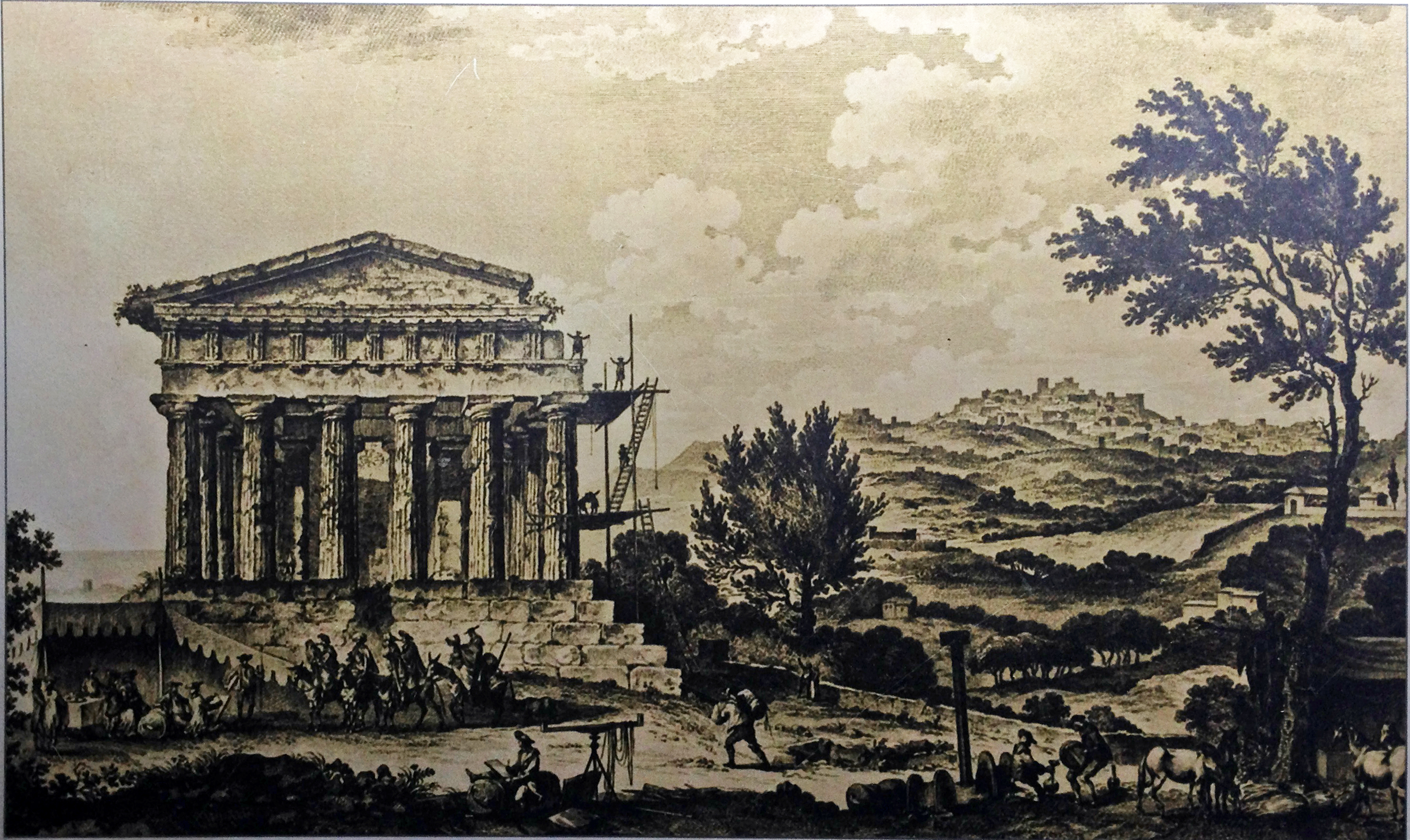
Il Tempio della Concordia raffigurato in un'illustrazione di J.C.R. de Saint-Non (1786).

Grazie all'operato di Gabriele Lancillotto Castello, Principe di Torremuzza (1727-1794), incaricato della conservazione del patrimonio archeologico siciliano dal re Ferdinando IV di Borbone, si effettuò il restauro dei Templi della Concordia e di Giunone (1787-1788) realizzato dal regio architetto Carlo Chenchi. Le sue orme furono seguite dall'archeologo Domenico Lo Faso Pietrasanta, Duca di Serradifalco (1783-1863), nominato nel 1827 primo presidente della Commissione di antichità e belle arti per la Sicilia, che curò la maggior parte degli scavi e la ricostruzione del Tempio dei Dioscuri.

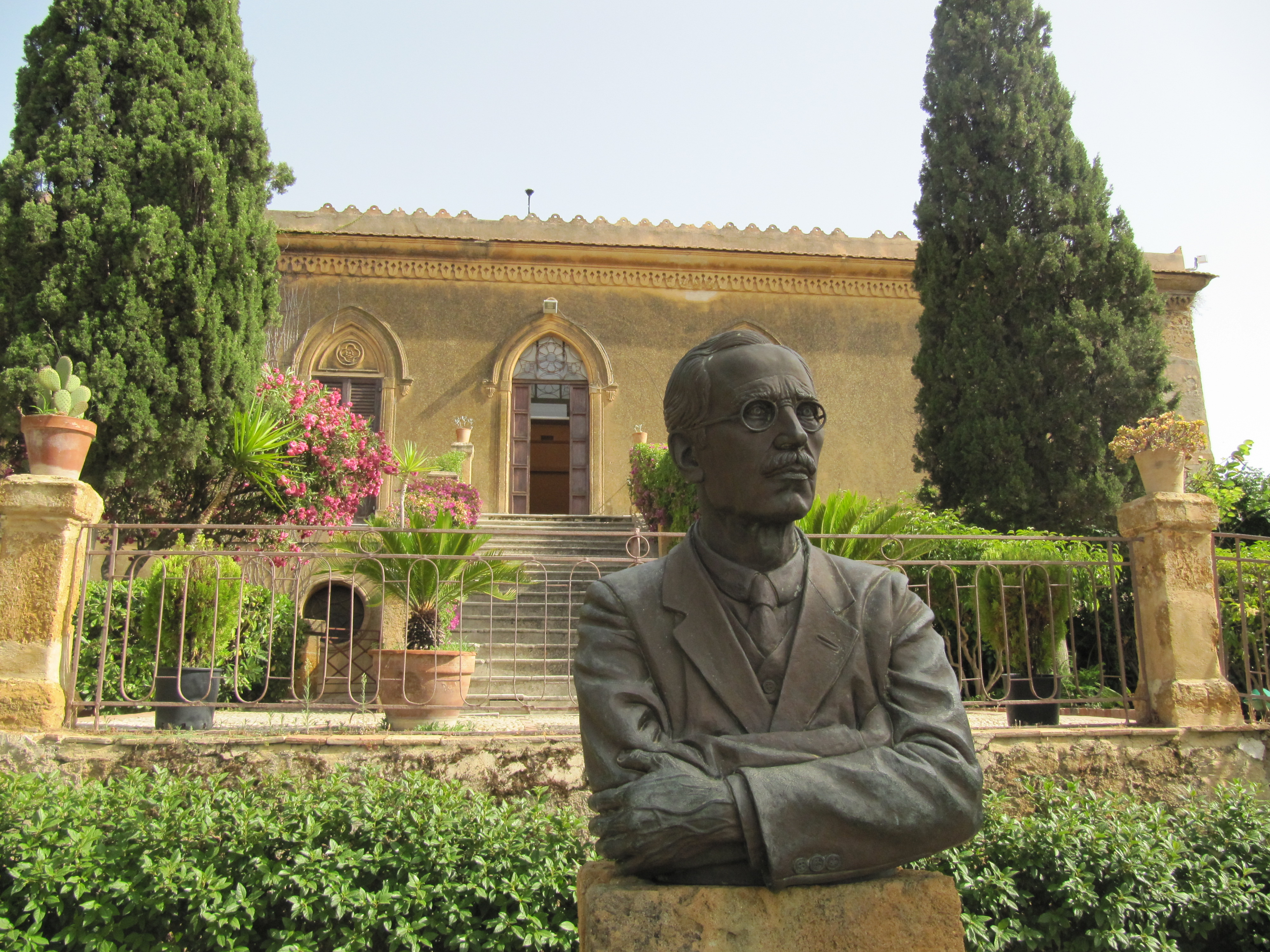
Villa Aurea con in primo piano il busto di Sir Alexander Hardcastle.

Durante gli anni '20 del XX secolo, le ricerche archeologiche furono generosamente finanziate da Sir Alexander Hardcastle, il quale nel 1925 acquistò una proprietà nella zona, la cosiddetta Villa Aurea, e collaborò con l'archeologo Pirro Marconi, incaricato della direzione degli scavi da Paolo Orsi, Soprintendente alle Antichità classiche della Sicilia. Fu durante queste campagne che si realizzarono il raddrizzamento delle otto colonne sul lato sud del tempio di Eracle, il ritrovamento dei quattro telamoni dell'Olympeion, del santuario delle divinità ctonie e del Tempio di Demetra, nonché l'abbattimento delle case coloniche sorte sui resti del Tempio di Asclepio e di quello di Efesto. Per i suoi contributi agli scavi, Sir Hardcastle fu nominato cittadino onorario della città di Agrigento, con la concessione dell'onorificenza di Commendatore dell'Ordine della Corona d'Italia.
Nel corso del '900, notevoli furono le campagne di scavo condotte dagli archeologi Antonino Salinas (1900), Catullo Mercurelli (1940-41) e Pietro Griffo (anni '50), che riportarono gradualmente alla luce le necropoli paleocristiane, le strutture ipogee di Villa Aurea, i resti dell'Agorà superiore e del quartiere ellenistico-romano. Nel 1967 fu finalmente inaugurato il Museo archeologico regionale, fortemente voluto da Pietro Griffo, cui poi fu intitolato.
Ai primi anni 2000 risalgono gli scavi nel tempietto romano situato nel poggio San Nicola condotti dall'equipe dell'archeologo Ernesto De Miro, ex Sovrintendente ai beni culturali di Agrigento, che hanno portato alla scoperta di altre due statue togate marmoree prive di testa che un tempo abbellivano il triportico del foro romano.

### La nascita del Parco archeologico e il problema dell'abusivismo edilizio
La Valle dei Templi fu sottoposta a tutela a seguito della gravissima frana che nel 1966 distrusse interi quartieri di Agrigento: venne emanato il decreto-legge 30 luglio 1966, n. 590 (convertito con la legge 28 settembre 1966, n. 749), con cui la Valle dei Templi veniva dichiarata “zona archeologica di interesse nazionale”, mentre il perimetro della zona sottoposta a vincolo venne concretamente individuato dal decreto interministeriale del 16 maggio 1968 emanato dai ministri della pubblica istruzione Luigi Gui e dei lavori pubblici Giacomo Mancini (c.d. decreto Gui-Mancini), poi modificato con decreto ministeriale del 7 ottobre 1971 (c.d. decreto Misasi-Lauricella), che suddivisero l'area vincolata in cinque zone denominate rispettivamente "A", "B", "C", "D" e "E", la prima dichiarata di assoluta inedificabilità e tutte le altre di edificabilità parziale.
Nonostante questi provvedimenti di legge, la Valle dei Templi fu interessata da casi di abusivismo edilizio, denunciati per diversi decenni dall'allora Sovrintendente ai beni culturali di Agrigento, Graziella Fiorentini, e dagli attivisti locali di Legambiente rappresentati da Giuseppe Arnone. Secondo una stima del 1988, nell'area sorgevano circa duemila costruzioni realizzate in assenza di autorizzazione o concessione edilizia, di cui 500 nella zona "A" dichiarata di inedificabilità assoluta.
Una legge regionale del 1985 (legge 10 agosto 1985, n. 37) prevedeva una nuova perimetrazione della Valle dei Templi ma demandò la definizione della sua estensione al Presidente della Regione Siciliana Rino Nicolosi, il quale, con un decreto arrivato soltanto nel 1991 tra varie contestazioni e polemiche (D.P.R.S. n. 91/1991, c.d. decreto Nicolosi), stabiliva che i confini del Parco archeologico della Valle dei Templi coincidevano con quelli della zona "A" ed ampliava l'estensione della zona "B".
Dopo la promulgazione del decreto Nicolosi, una lettera aperta pubblicata sul quotidiano Repubblica e firmata da diversi intellettuali quali Umberto Eco, Massimo Cacciari, Leonardo Benevolo, Corrado Stajano e Tullio De Mauro auspicava la realizzazione effettiva del Parco archeologico della Valle dei Templi e l'esproprio delle costruzioni abusive.
Il 9 maggio 1993 la Valle dei Templi ricevette la visita solenne di Papa Giovanni Paolo II, il quale durante la celebrazione eucaristica nel piano San Gregorio nei pressi del Tempio di Esculapio (dove fu eretta un'artistica croce in ferro per ricordare l'avvenimento) colse l'occasione per lanciare uno storico e particolarmente duro appello ai mafiosi per la loro conversione.
La Regione Siciliana con la legge regionale n. 20 del 2000 istituì ufficialmente il "Parco Archeologico e Paesaggistico della Valle dei Templi di Agrigento", che si sviluppa per circa 1.300 ettari, che ha come finalità la tutela e la valorizzazione dei beni archeologici, ambientali e paesaggistici della Valle dei Templi.
Dopo anni di rinvii e sospensioni, la demolizione delle costruzioni abusive iniziò nel 2000 con l'abbattimento di un magazzino ai piedi del Tempio di Giunone confiscato ad un boss mafioso e continuò nel 2001 ma riguardò soltanto sei immobili, abbattuti dal Genio militare tra le proteste dei residenti. A quattordici anni di distanza, nel maggio del 2015 la Procura di Agrigento, con una lettera inviata all'Ufficio tecnico del Comune di Agrigento, alla Soprintendenza e all'Ente Parco Archeologico, intimò di dare esecuzione alle sentenze emesse e rese esecutive tra il 1992 e il 1999 che disponevano l'abbattimento di tutti gli altri immobili abusivi. A luglio dello stesso anno emise un nuovo richiamo, minacciando stavolta una denuncia per abuso d'ufficio e omissione d'atti d'ufficio. Nell'agosto del 2015 le ruspe entrarono in azione per dare il via alle prime demolizioni, che continuarono nel mese di settembre e di ottobre. Nel gennaio 2016 venne pubblicato il bando per la seconda tranche di demolizioni nella zona "A". Nel febbraio 2016 le ruspe tornarono in azione. e a fine maggio venne completata la prima tranche di demolizioni. Ad ottobre 2016 la procura di Agrigento invia il secondo elenco di immobili da abbattere, che comprendeva tredici manufatti abusivi, di cui quattro già demoliti nei mesi precedenti dagli stessi proprietari. A febbraio del 2017 venne appaltata la seconda tranche di demolizioni.

## Area archeologica

### Struttura

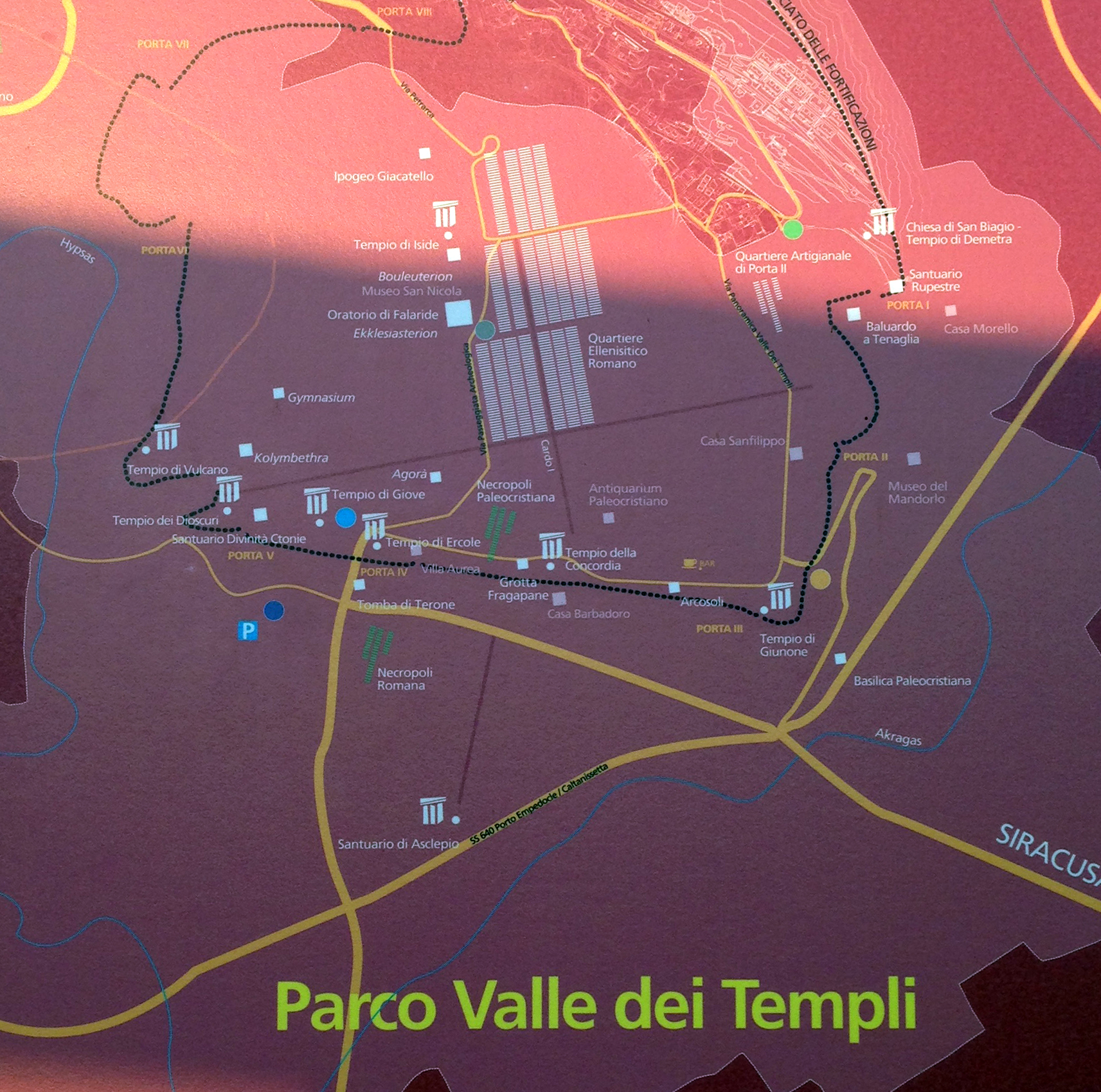
Cartina del Parco archeologico.

Malgrado il suo nome tragga in inganno, la Valle dei Templi si trova su un altopiano ai piedi della moderna Agrigento. A est è delimitata dalla strada statale 640 ed è tagliata in due dalla strada provinciale 4 mentre l'estremità occidentale è segnata dalla ferrovia dei templi, che passa tra il giardino della Kolymbetra e il Tempio di Efesto. La Valle è percorsa longitudinalmente dalla Via Sacra, di costruzione moderna, che funge da passerella per le migliaia di turisti che affollano il Parco. È caratterizzata dai resti di ben undici templi in ordine dorico, tre santuari, una grande concentrazione di necropoli (Montelusa; Mosè; Pezzino; necropoli romana e tomba di Terone; paleocristiana; Arcosoli); opere idrauliche (giardino della Kolymbetra e gli Ipogei); fortificazioni; parte di un quartiere ellenistico-romano costruito su pianta greca con due importanti luoghi di riunione: l'Agorà inferiore (non lontano dai resti del tempio di Zeus Olimpio) e l'Agorà superiore (che si trova nell'area dell'attuale complesso museale "Pietro Griffo"); un Olympeion di età classica e un Bouleuterion (sede dell'assemblea) di epoca ellenistica su pianta greca. Le denominazioni dei templi e le relative identificazioni, tranne quella dell'Olympeion, si presumono essere pure speculazioni umanistiche, che sono però rimaste nell'uso comune.

#### I templi

##### Tempio di Giunone

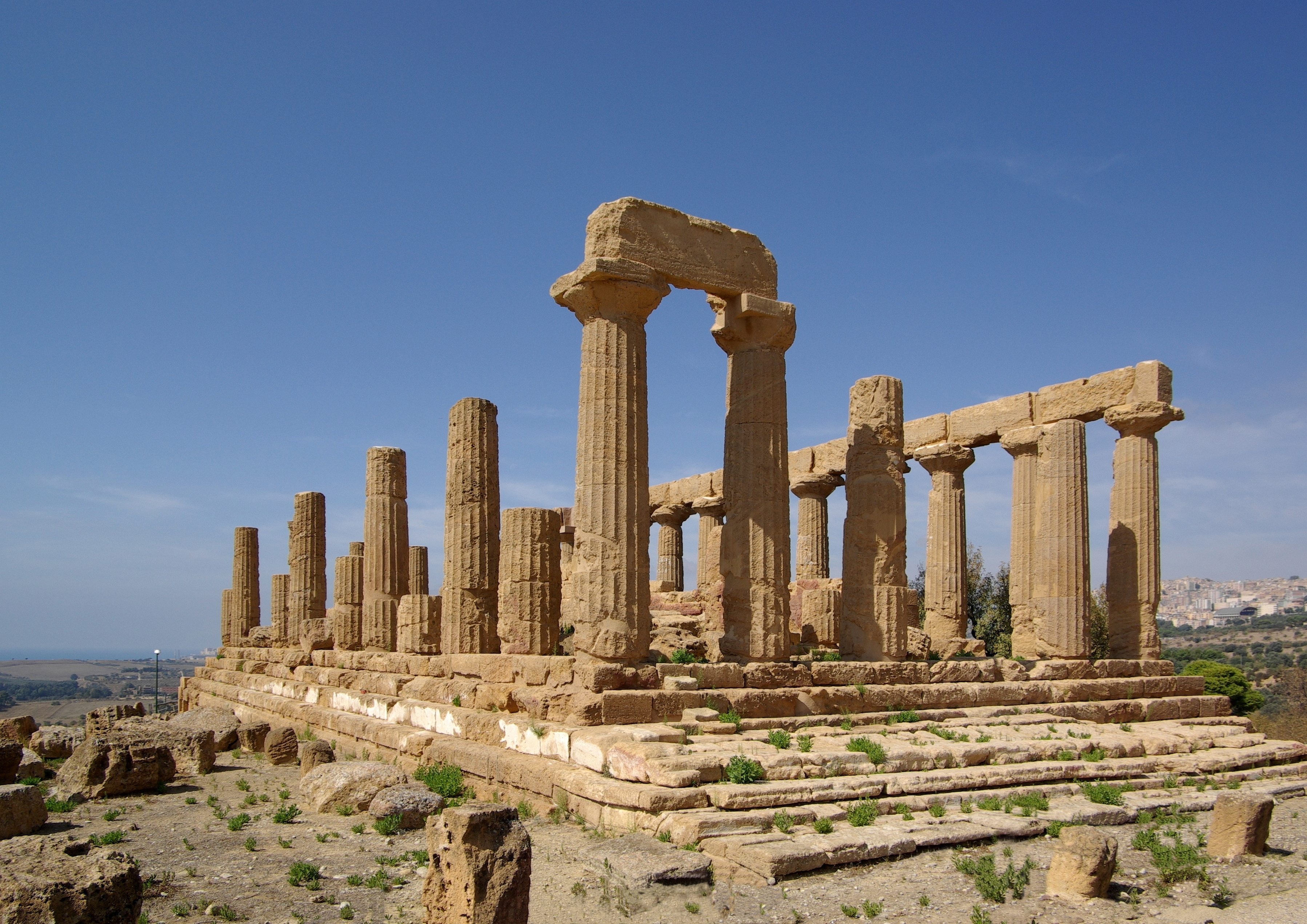
Il Tempio di Giunone o Hera Lacinia.

Detto anche Tempio di Hera Lacinia, fu costruito nel V secolo a.C. e incendiato nel 406 a.C. dai Cartaginesi ma fu sicuramente ricostruito. Nuovi ritrovamenti fanno ritenere che fosse dedicato alla dea Atena e non ad Era. Infatti fu erroneamente attribuito dallo storico Tommaso Fazello al culto della dea Giunone a causa di un'errata interpretazione di un passo di Plinio il Vecchio, che in realtà si riferiva al tempio di Capo Lacinio in Calabria, e tale denominazione è poi rimasta nei secoli, messa però in dubbio dagli studiosi. Alla fine del XVIII secolo furono rimesse in piedi alcune colonne del lato nord per volere di Gabriele Lancillotto Castello principe di Torremuzza, Regio Custode delle antichità per la Valle di Mazara.

##### Tempio della Concordia

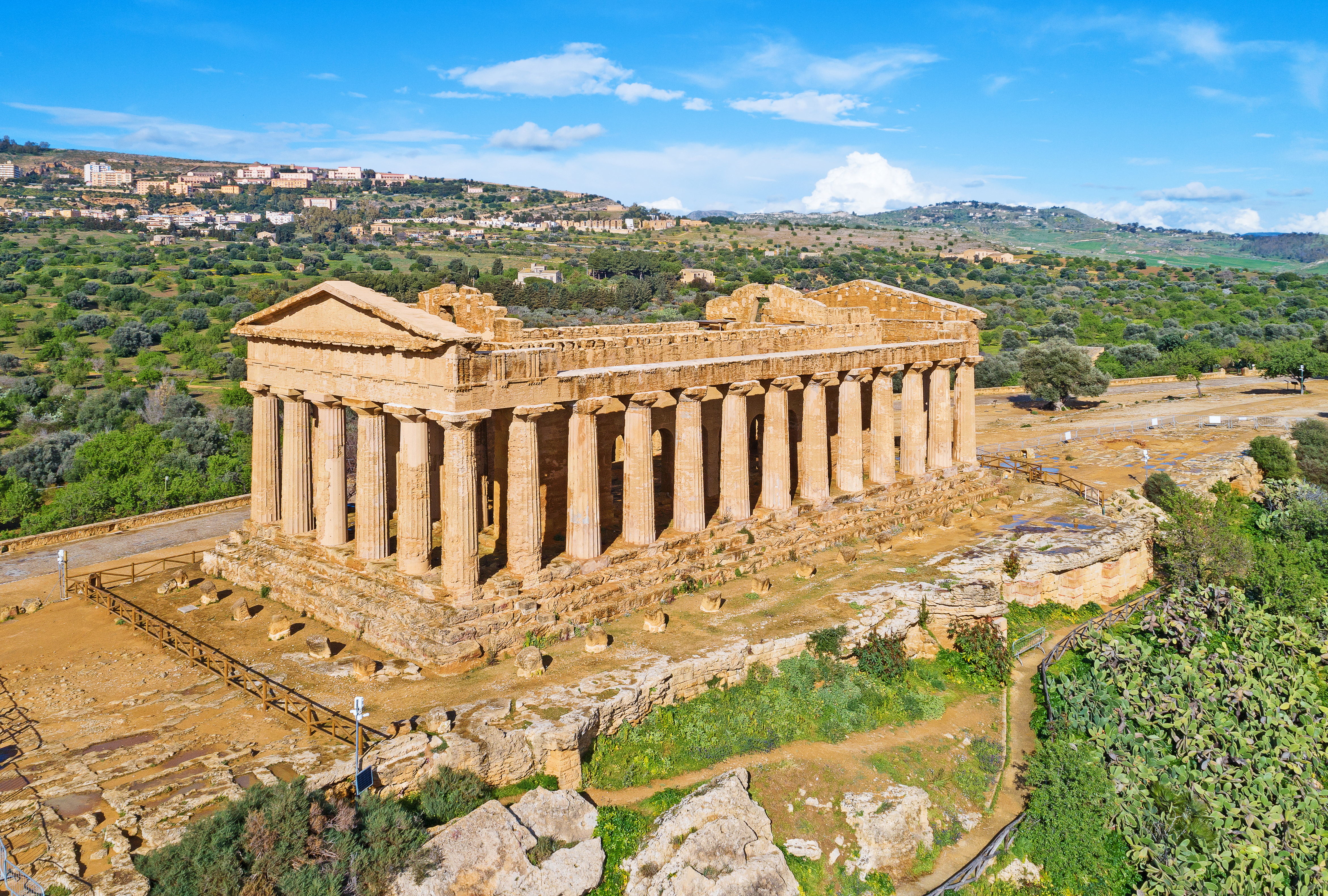
Veduta aerea del Tempio della Concordia.

Attualmente è il tempio dell'antichità greca meglio conservato al mondo insieme al Tempio di Nettuno a Paestum e al Tempio di Efesto ad Atene. Risale al V secolo a.C. e il suo nome deriva da un'iscrizione latina ritrovata nelle vicinanze dello stesso tempio dallo storico Tommaso Fazello. Nel VI secolo d.C. l'edificio fu trasformato in basilica cristiana da Gregorio, vescovo di Agrigento, che lo consacrò ai Santi Pietro e Paolo, e deve probabilmente a questa circostanza il suo ottimo stato di conservazione, nonostante le modificazioni murarie che subì. Nel 1748 cessò di essere una chiesa ma tornò alla sua forma originaria soltanto nel 1787 grazie agli interventi di restauro voluti dal principe di Torremuzza e realizzati dal regio architetto Chenchi ma aspramente criticati da Goethe. Dal 2011 è possibile ammirare nei pressi del Tempio il gigantesco Icaro caduto, opera dello scultore polacco Igor Mitoraj.

##### Tempio di Eracle

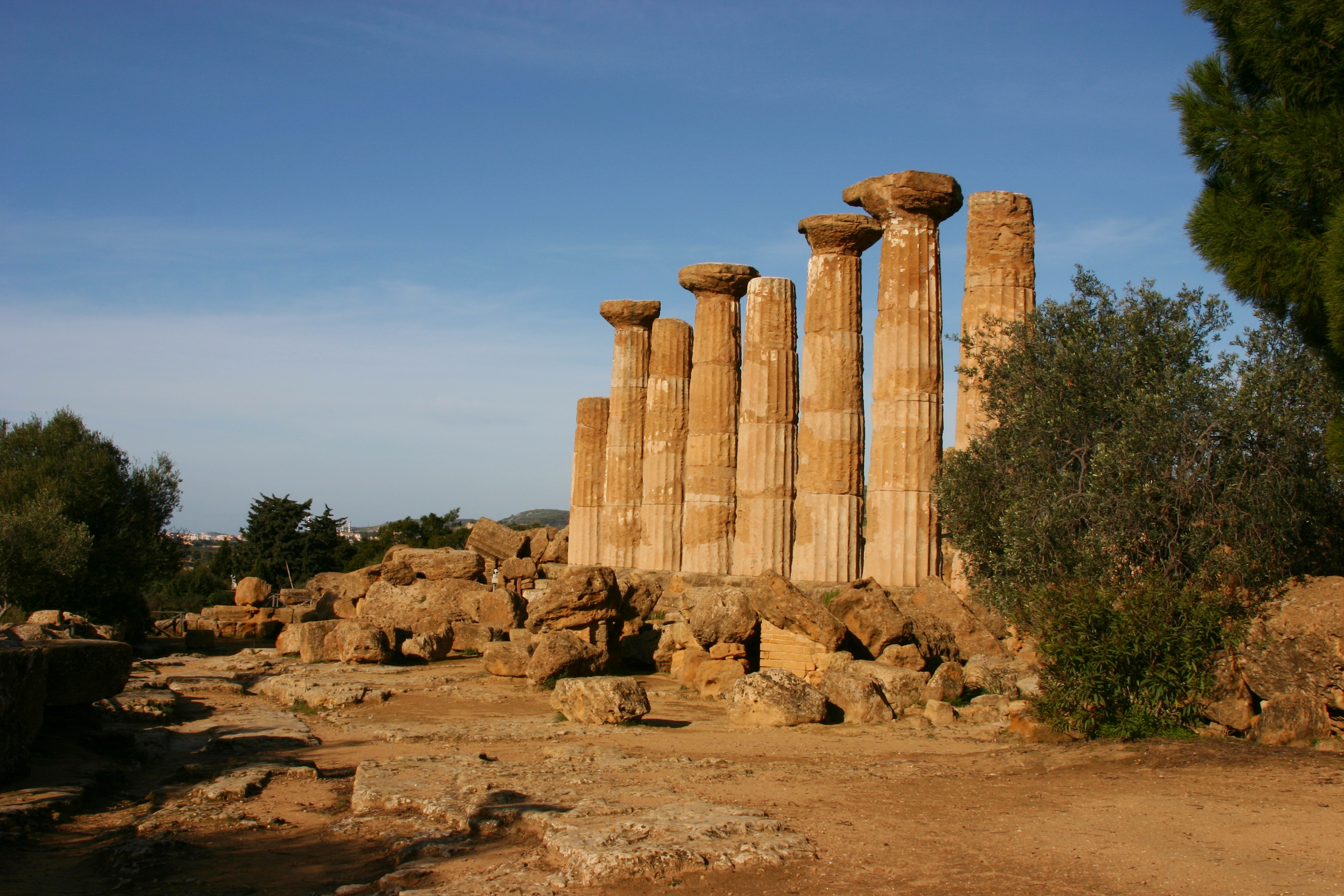
Resti del Tempio di Eracle.

Detto anche tempio di Ercole, il cui culto era molto importante nell'antica Akragas. Si tratta di una delle costruzioni più antiche e viene citato da Cicerone nelle Verrine. Distrutto da un terremoto, oggi restano otto colonne, rimesse in piedi nel 1928 su iniziativa di Sir Alexander Hardcastle.

##### Tempio di Zeus Olimpio

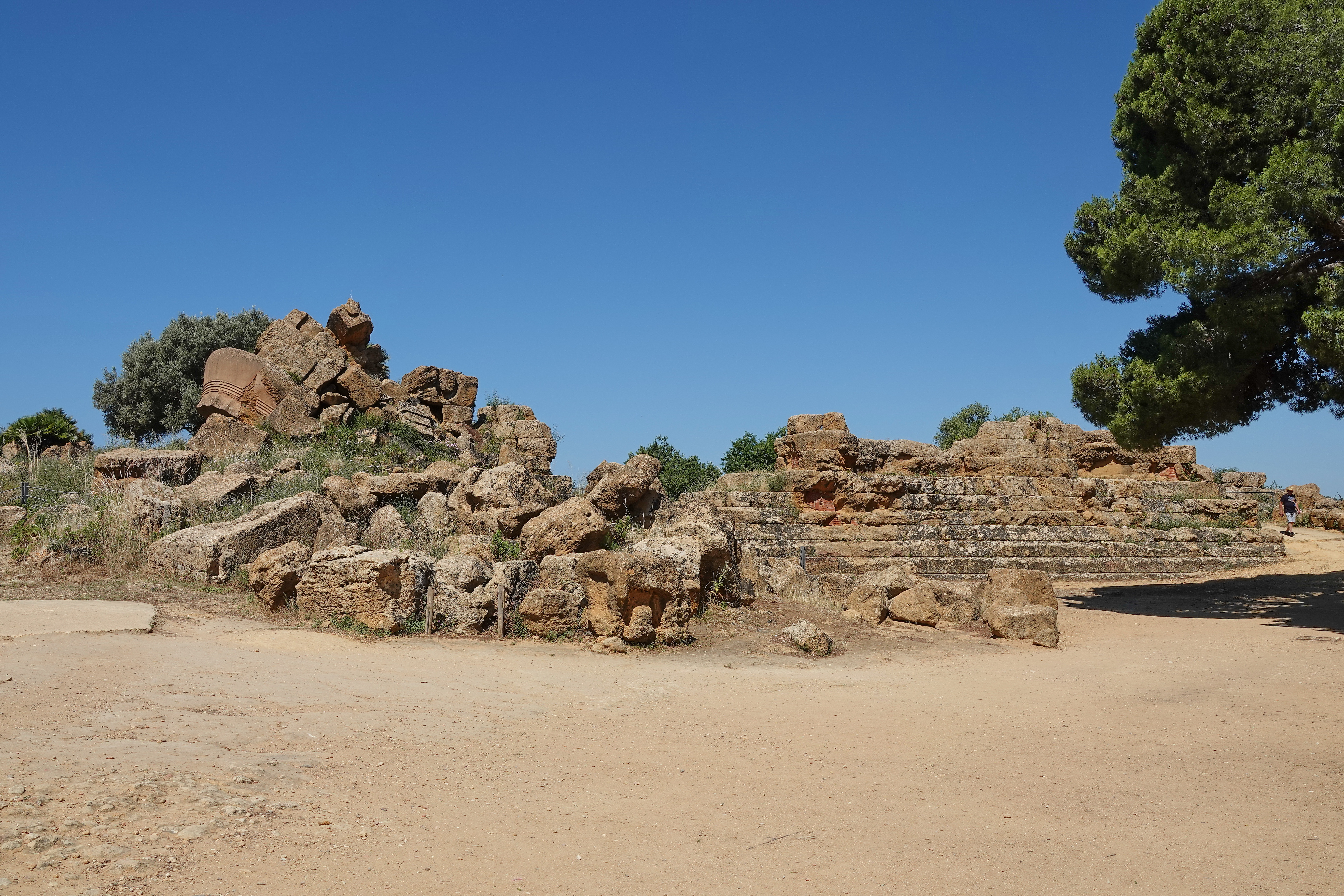
Rovine del tempio di Zeus Olimpio.

Detto anche Olympeion o tempio di Giove, fu edificato dopo la vittoria di Himera sui Cartaginesi (480-479 a.C.) in segno di ringraziamento a Zeus ma rimase incompiuto. Era il tempio più grande di tutto l'occidente antico e unico nell'architettura del suo genere. Le rovine dell'edificio, crollato definitivamente nel 1401, furono scoperte dallo storico Tommaso Fazello, che per primo ne descrisse la struttura. Gli intercolunni del tempio erano caratterizzati dalla presenza dei telamoni o atlanti, immense sculture alte sette metri e mezzo, raffigurazioni di Atlante che sorregge la volta celeste. Cinque copie di queste, di cui una completa e una eretta in verticale tramite musealizzazione, si trovano nel sito, mentre l'unico originale, il Telamone dell'Olympeion, insieme ai resti di altri tre (ritrovati nel 1926 dell'archeologo Pirro Marconi), si trova al museo archeologico di Agrigento.

##### Tempio dei Dioscuri

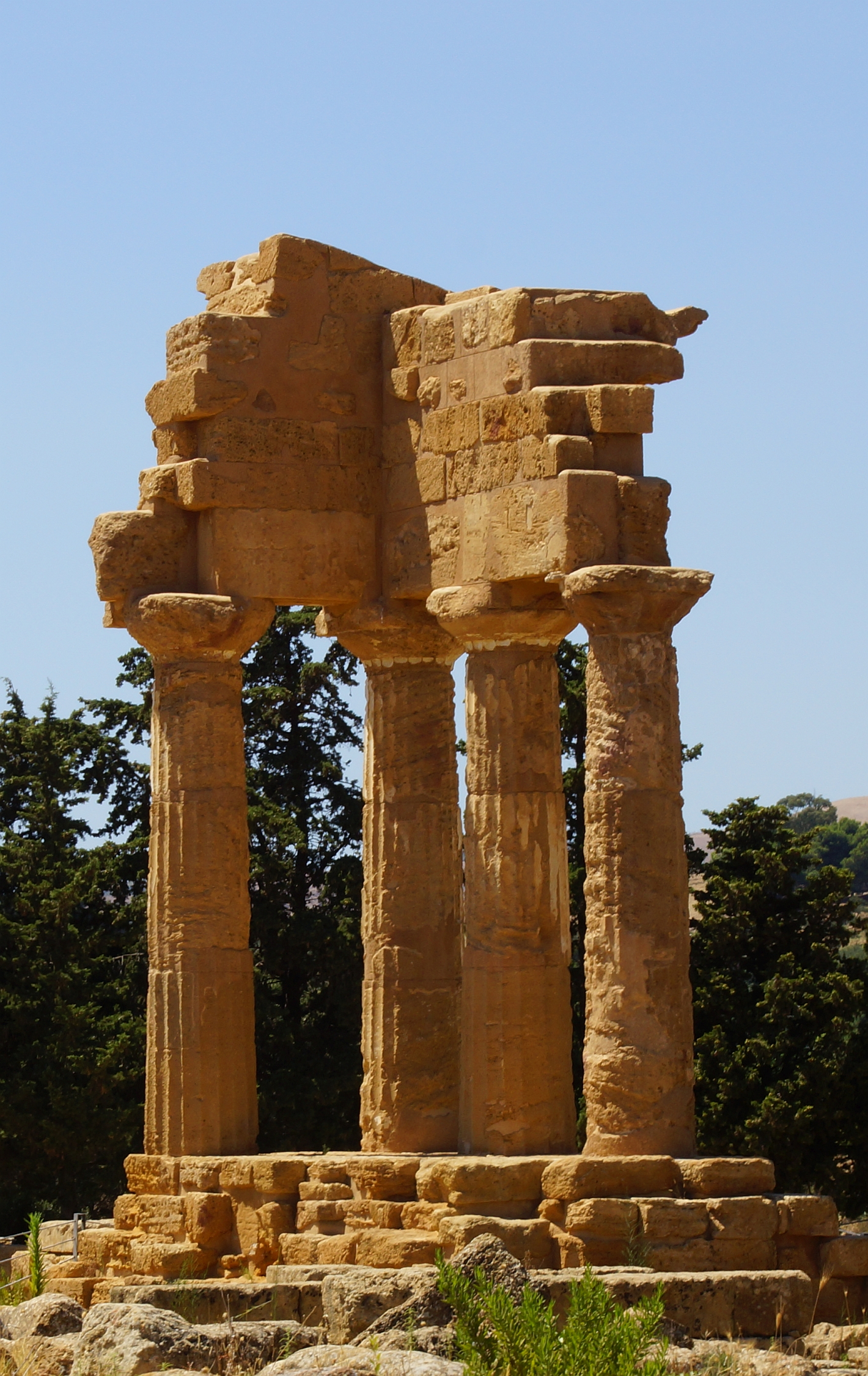
Tempio dei Dioscuri

Detto anche tempio di Castore e Polluce, in realtà sorge all'interno del santuario delle divinità ctonie ed è quindi probabile che sia stato edificato in onore delle divinità della terra (Demetra, Persefone, Dioniso) e non dei Dioscuri, in quanto le quattro colonne rimaste in piedi sarebbero frutto di una ricostruzione compiuta fra il 1836 e il 1852 per volere di Domenico Lo Faso Pietrasanta duca di Serradifalco, utilizzando macerie di varia provenienza.

##### Altri templi
- Tempio di Efesto, o tempio di Vulcano, situato in posizione isolata nel margine più occidentale della Valle.
- Tempio di Atena. Costruito lontano dalla Valle vera e propria. Si trova nel centro storico della città di Agrigento. Sulla base del tempio sorge oggi la chiesa medievale di Santa Maria dei Greci.
- Tempio L, costruzione completamente distrutta già in epoca classica, adiacente al Tempio dei Dioscuri.
- Tempio di Asclepio, o tempio di Esculapio, facente parte di un santuario extraurbano costruito lontano dalle mura delle città, luogo di pellegrinaggio dei malati in ricerca di guarigione.
- Tempio di Demetra e santuario rupestre di Demetra. Il tempio sorge nella parte orientale della città, sul fianco del pendio con cui si conclude la Rupe Atenea nella valle del fiume Akragas, inglobato dalla chiesa medievale di San Biagio. Dal terrazzo del tempio di Demetra, attraverso una scalinata incavata nella roccia, si giunge al sottostante santuario completamente scavato all'interno della collina.
- Tempio di Iside. Detto anche Tempio Romano, si trova nell'area del quartiere ellenistico-romano, a nord del complesso museale di San Nicola[22][95].

#### Campo dell'Olympeion

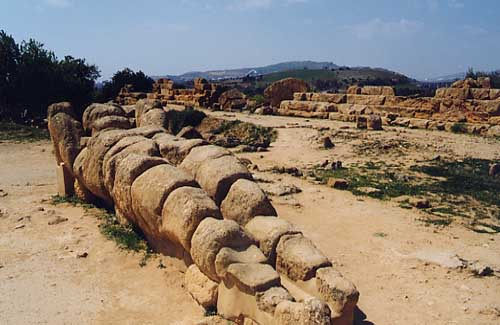
Resto di un telamone situato nel campo dell'Olympeion

Sull'altro lato della strada che imbocca la Porta Aurea si stende una vasta spianata, dominata dal grande campo dell'Olympeion, ossia i ruderi del Tempio di Zeus Olimpio, considerato il più grande di tutto il mondo greco antico e descritto dallo storico Diodoro Siculo nella sua Bibliotheca historica. Da un punto di vista topografico generale, il complesso, in rovina, appare virtualmente racchiuso tra una grande platea a nord, da uno stenopòs (strada) ad est, e da due isolati con relativi stenopoi (vicoli) ad ovest, mentre a sud corre la linea delle mura. È invece poco chiara la situazione ad est, oltre il grande altare del tempio, dove viene comunemente indicata la “zona dell'agorà”.

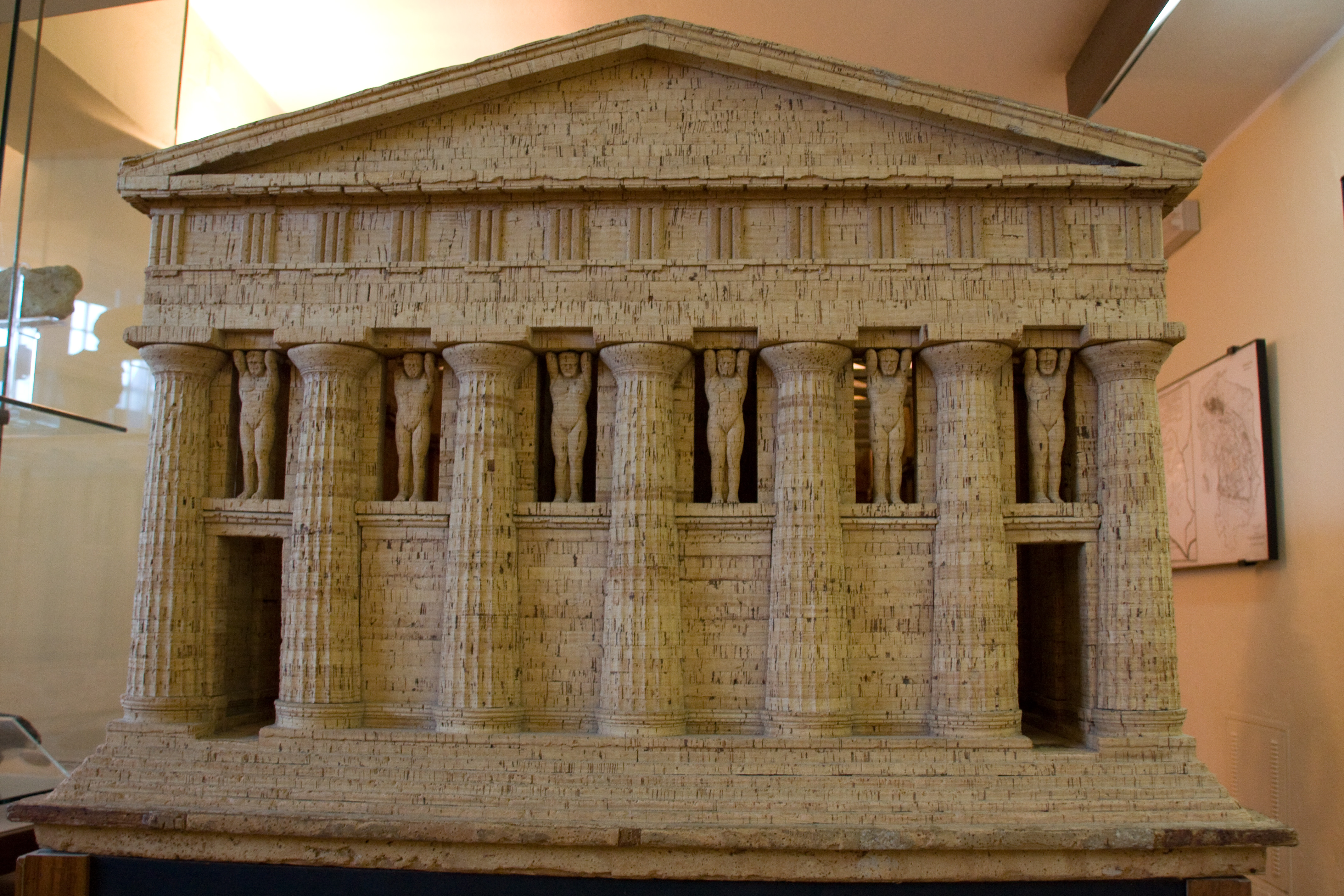
Ricostruzione dell'Olympeion esposta al museo archeologico di Agrigento. Sulla facciata sono visibili i giganteschi telamoni.

Ad ovest di questi isolati d'abitazione, racchiuso da una stoà (portico) a L, si trova un altro santuario, di cui restano un piazzale lastricato, una sacello di pianta complessa e una tholos. Questo santuario posa su di uno sprone, ad est di un'ulteriore porta urbica, la Porta V, sul cui altro lato si collocano in successione, fino al limite sud-occidentale della Collina dei Templi, il santuario delle divinità ctonie scavato dal Marconi, la cosiddetta Kolymbethra (dove si deve collocare un'altra porta ancora sconosciuta), e la punta estrema col tempio di Vulcano.

#### Santuario delle divinità ctonie

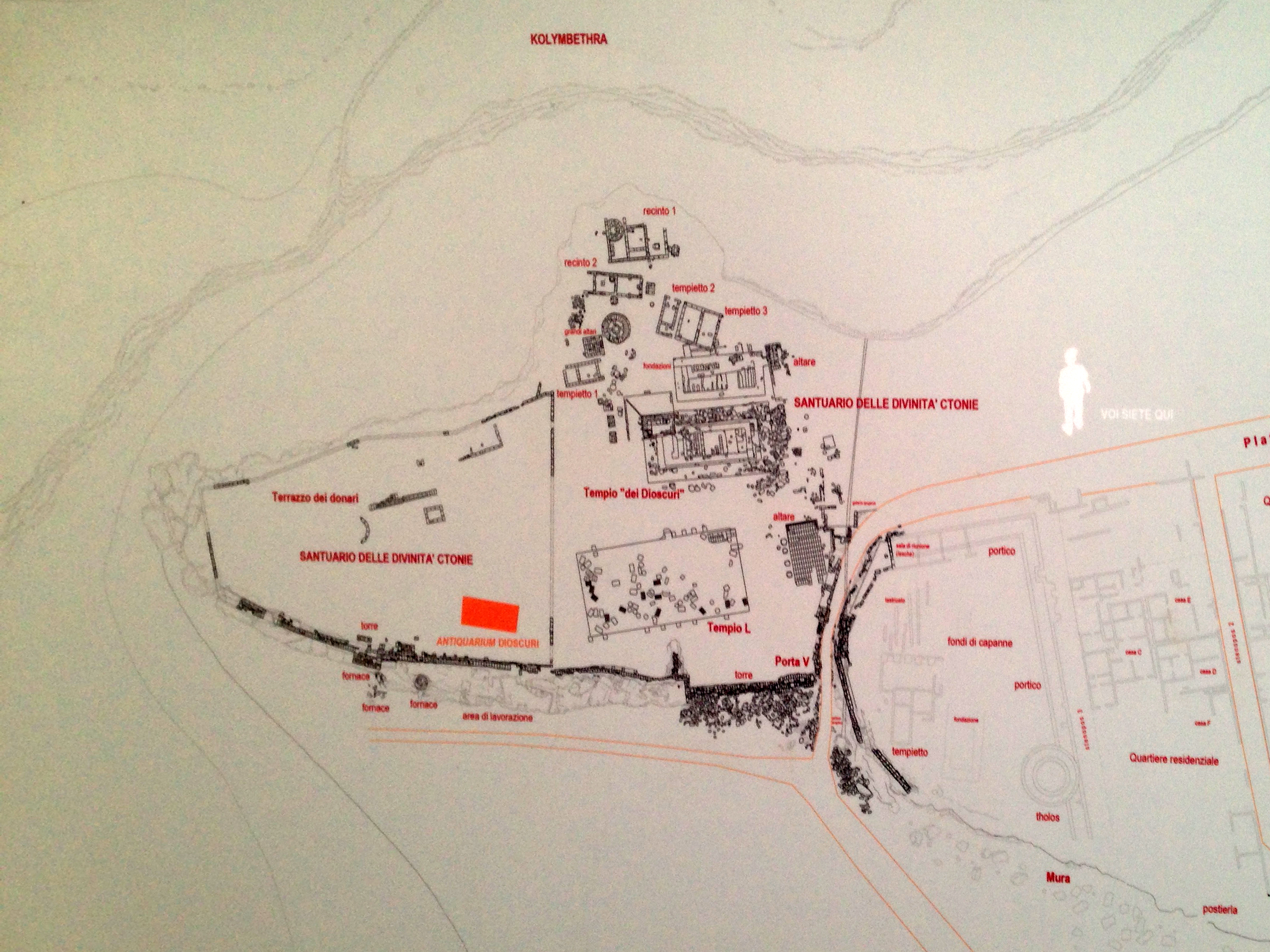
Mappa dell'area del santuario.

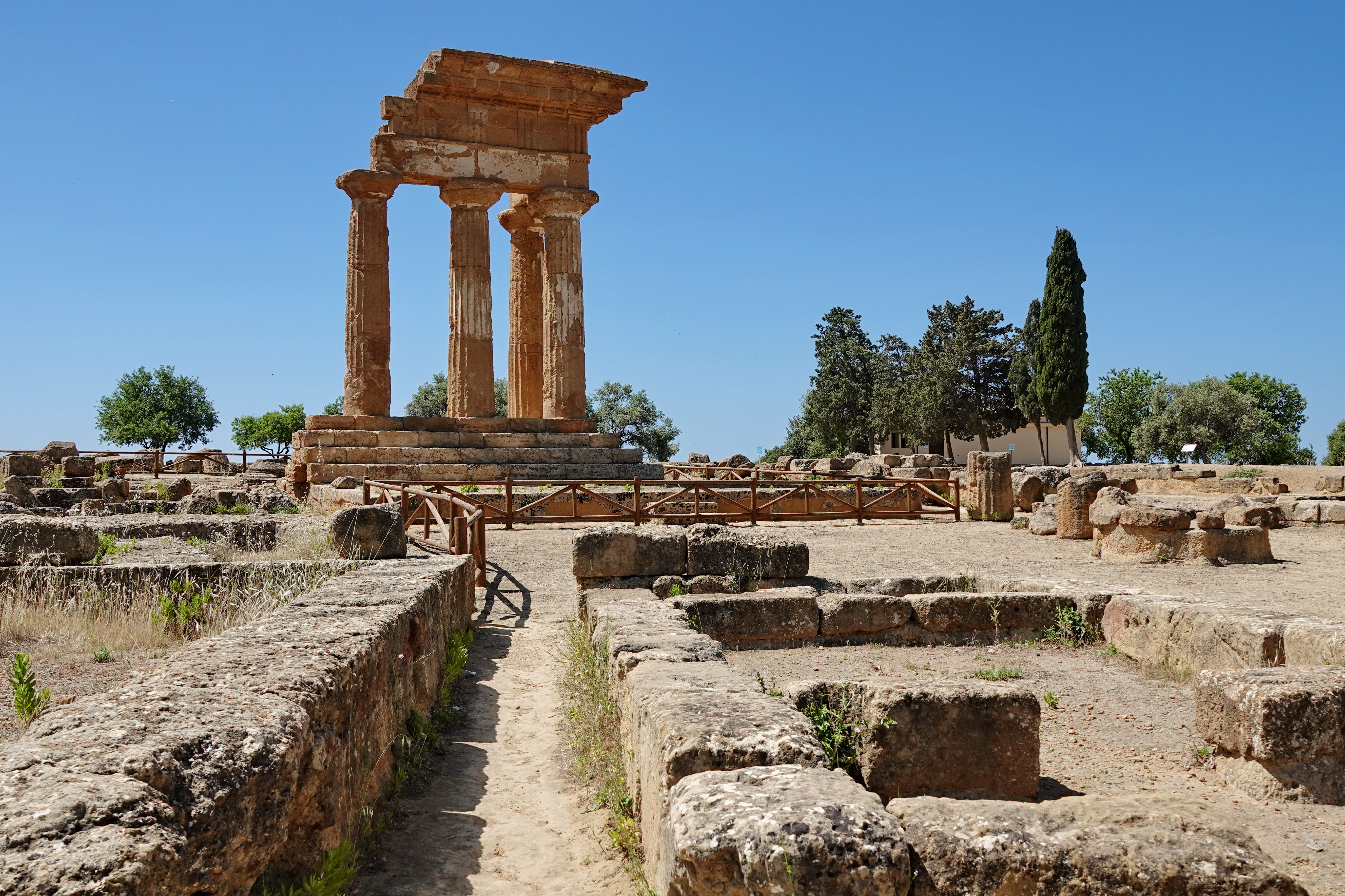
Resti del santuario delle divinità ctonie. Al centro il Tempio dei Dioscuri.

Adiacenti al cosiddetto Tempio dei Dioscuri e a nord-ovest dalla Porta V, si trovano i resti di un santuario risalente al VI secolo a.C. e dedicato alle divinità ctonie di Demetra e Persefone, composto da due recinti sacri che racchiudevano tre tempietti e una serie di altari quadrati e circolari, tutti costruiti in blocchi di pietra.

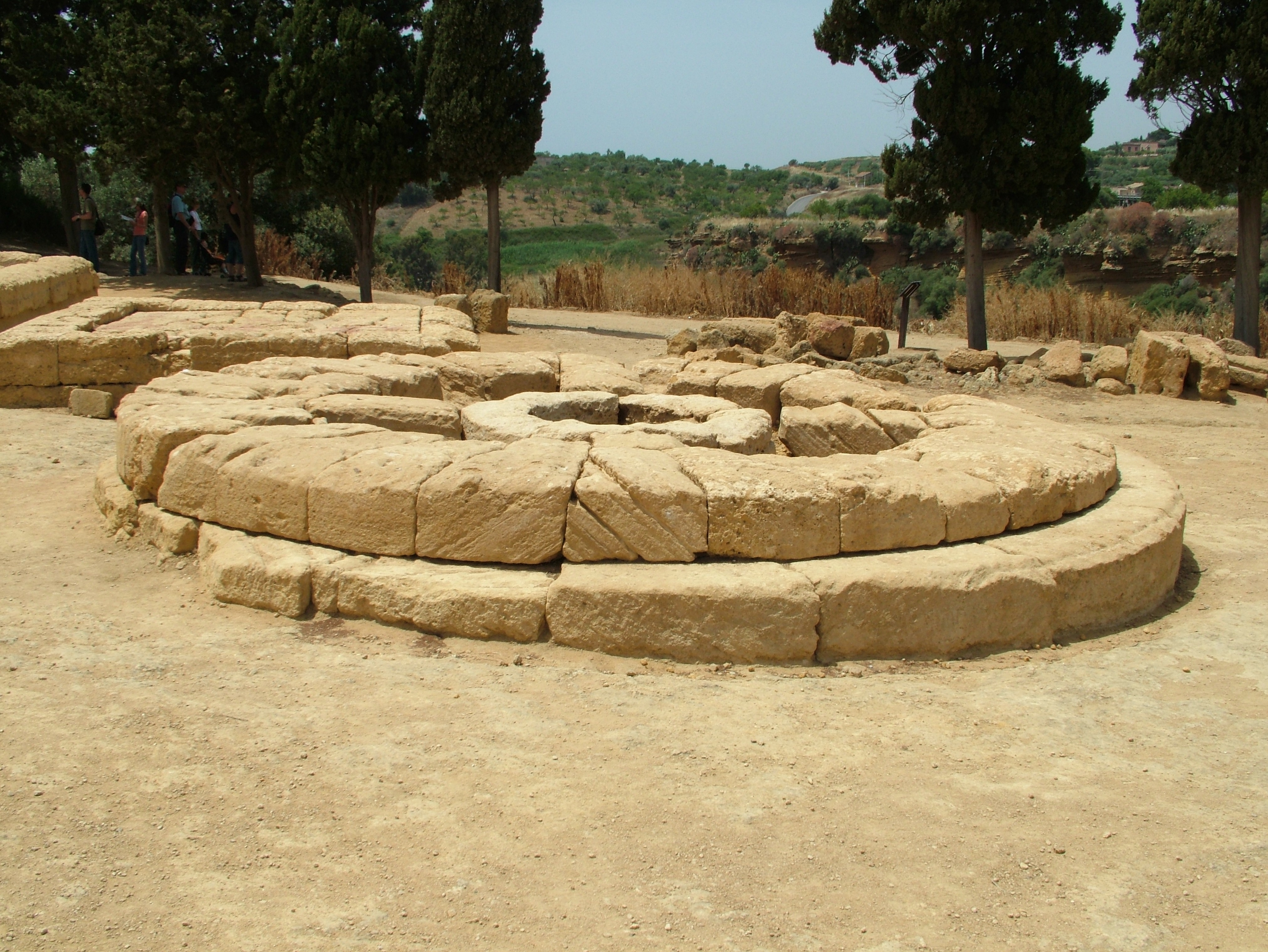
Altare circolare del santuario.

Il santuario, scoperto alla fine degli anni '20 a seguito degli scavi condotti all'archeologo Pirro Marconi su iniziativa di Sir Hardcastle, si sviluppa su terrazze fino al burrone roccioso della Kolymbethra e le dee cui era dedicato, Demetra e Persefone, madre e figlia, erano le antiche protettrici della fecondità della natura e dell’uomo, e perciò chiamate dai Greci divinità ctonie, ovvero divinità della Terra (dall'aggettivo greco chthónios che significa sotterraneo).

## Altri monumenti

### Necropoli e tombe

#### Necropoli paleocristiane e bizantine

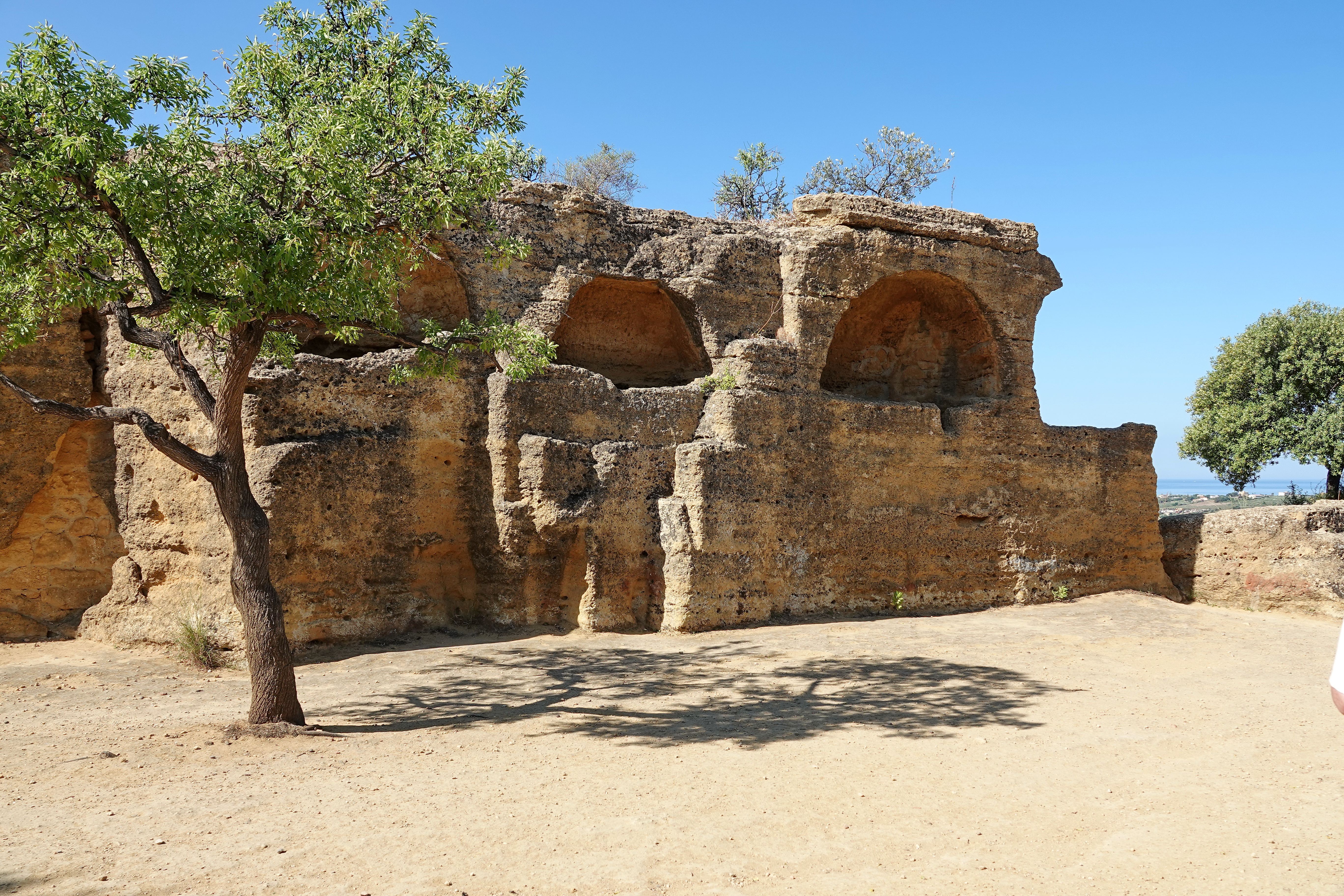
Alcuni arcosoli bizantini visibili lungo la Via Sacra.

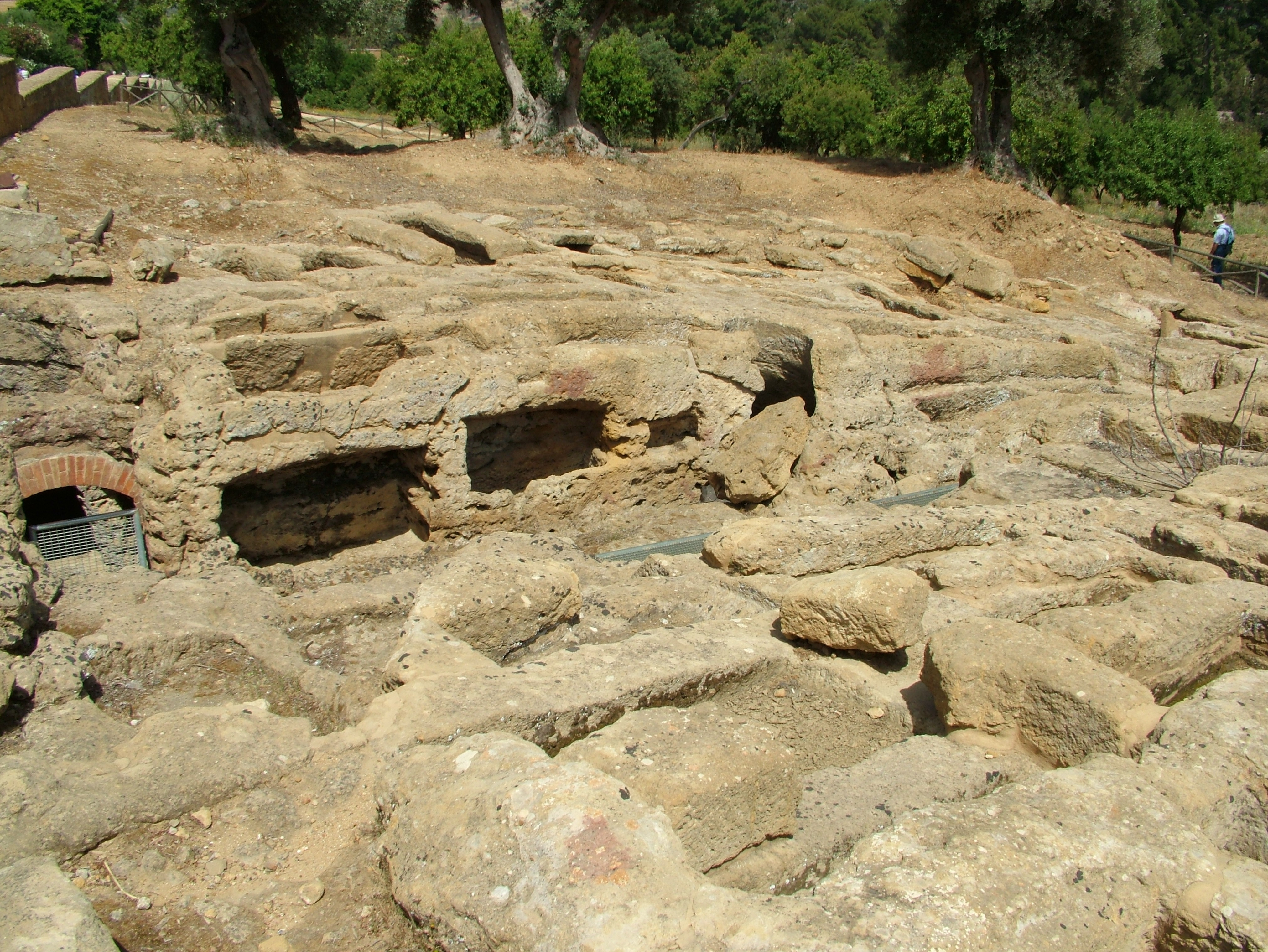
La necropoli paleocristiana.

Lungo la Via Sacra, tra il Tempio di Giunone e quello della Concordia, è possibile ammirare diversi arcosoli, nicchie ad arco adibite a sepoltura scavate in epoca bizantina (V secolo d.C.) sui resti dell'antica cinta muraria akragantina. All'estremità ovest dell'area su cui sorge il Tempio della Concordia, nel giardino di Villa Aurea (un tempo appartenuta a Sir Alexander Hardcastle, oggi sede di rappresentanza del Parco archeologico), si trova una parte della necropoli paleocristiana di epoca tardo-antica ed alto-medievale, in parte ricavata nelle antiche cisterne feaci di età classica (ipogei), di cui sono ancora conservati numerosi altri esempi, mentre in un'area che si estende fino al Tempio di Eracle sono presenti circa 130 tombe sub divo (all'aperto) a cassa trapezoidale. Notevoli due ipogei, uno ad ovest dell'ingresso, con le pareti munite d'arcosoli e il pavimento di fosse sepolcrali, ed un altro presso l'angolo sud-est della casa del custode, con un ambiente illuminato da un pozzo di luce nel soffitto e due cripte sottostanti.

##### Grotte Fragapane
Altre tombe a fossa sono visibili sulla via dei Templi, con strada centrale che conduce alle cosiddette grotte Fragapane, uno dei più notevoli esempi catacombali della Sicilia, databili come impianto al IV secolo d.C. Un lungo braccio orientato perfettamente nord-sud collega la necropoli sub divo all'ipogeo, con una successione di due rotonde con oculi nel soffitto. Sul corridoio e sulle rotonde si aprono loculi e cubicoli sepolcrali, mentre altri ambulacri conducono a settori laterali più o meno regolari, e ad altre due rotonde ad ovest, con sepolture in loculi, fosse, arcosoli e sarcofagi.

#### Necropoli di età greca e laBasilicula
Lontano dalla Valle dei Templi si collocano i resti dei sepolcri di epoca arcaica e classica (VI-V secolo a.C.): si tratta delle necropoli ritrovate nelle contrade Maddalusa, Mosè e Pezzino, che erano i sepolcreti dell'antica Akragas nel periodo in cui la città raggiunse il massimo splendore. Numerosi reperti provenienti da queste necropoli sono conservati al museo archeologico regionale. Tutte le necropoli sono state travolte dalla selvaggia speculazione edilizia del dopoguerra ma da segnalare per le sue condizioni preoccupanti è la necropoli Pezzino, la più ricca e vasta area cimiteriale del V secolo a.C. citata pure da Diodoro Siculo, che attualmente versa in stato di abbandono ed è attraversata dai piloni del viadotto Akragas, costruito nel 1970.
Extra moenia (cioè fuori dalle antiche mura), parallela alla carreggiata della strada statale 640 ai piedi dell'altura del Tempio di Giunone, si trova invece il basamento (9,20 x 6,15 m) di una basilicula del IV secolo d.C., sicuramente un Martyrium paleocristiano dedicato ai Santi Pellegrino e Libertino, come dimostrano le tracce di due tombe trapezoidali inglobate nella costruzione.

#### Necropoli di età romana (Giambertoni)

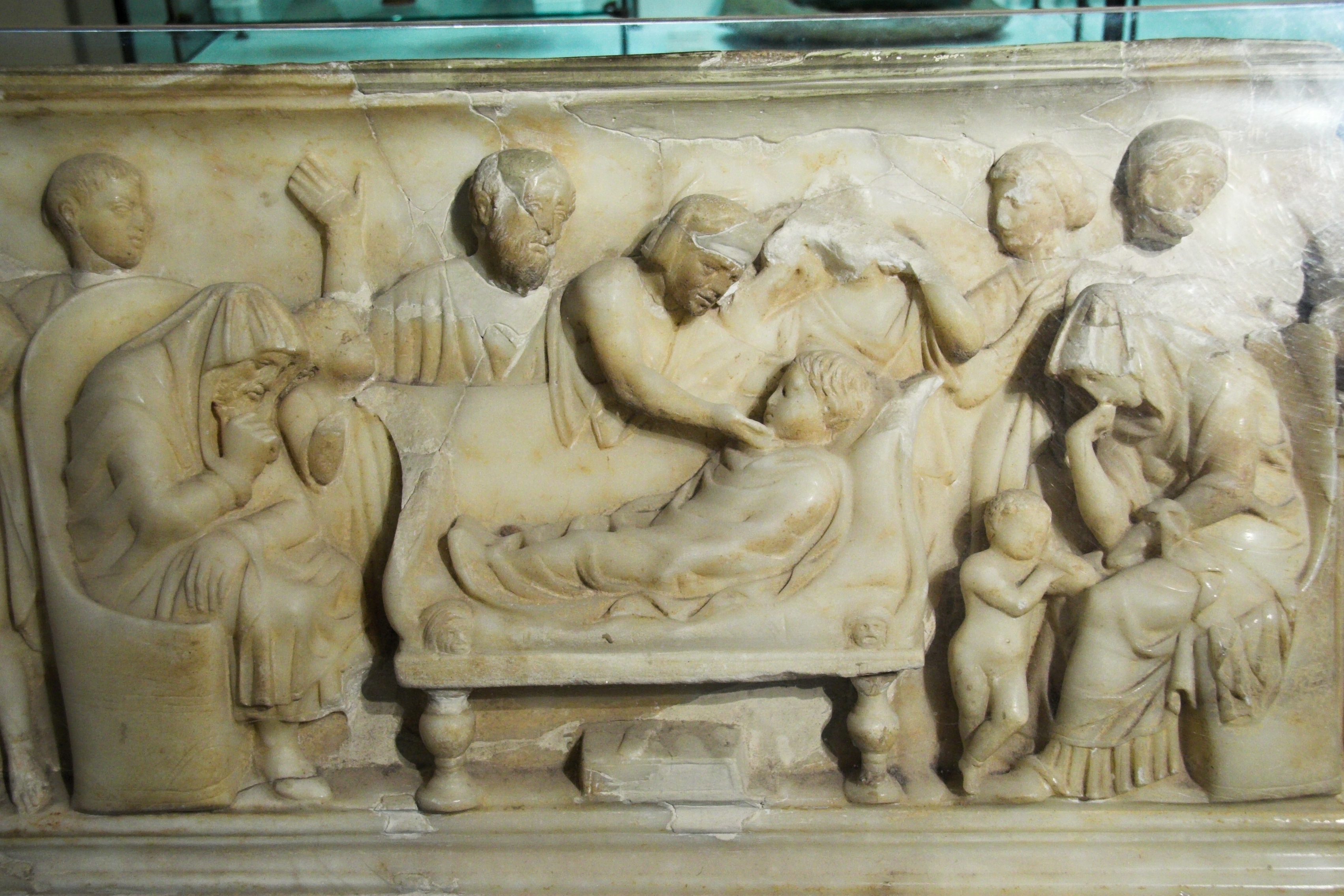
Particolare del sarcofago del Fanciullo (II secolo d.C.), conservato nel museo archeologico regionale.

Le necropoli tardo-antiche e bizantine sono la naturale estensione di una vastissima necropoli ellenistico-romana detta Necropoli Giambertoni, sorta tra il II secolo a.C. e il III secolo d.C. che si trova extra moenia nei pressi dell'antica Porta Aurea, con sepolture modeste in fosse o in sarcofagi, ma anche con tombe monumentali, come la Tomba di Terone. Da questa necropoli provengono appunto diversi sarcofagi celebri, come il Sarcofago di Ippolito e Fedra del II-III secolo d.C. (oggi conservato presso la cattedrale di San Gerlando), scoperto nel 1750 ed ammirato da Goethe e von Riedesel, e il Sarcofago del Fanciullo (oggi al museo archeologico regionale) risalente al II secolo d.C. e raffigurante scene di vita in bassorilievo di un bambino morto in tenera età.

##### Tomba di Terone

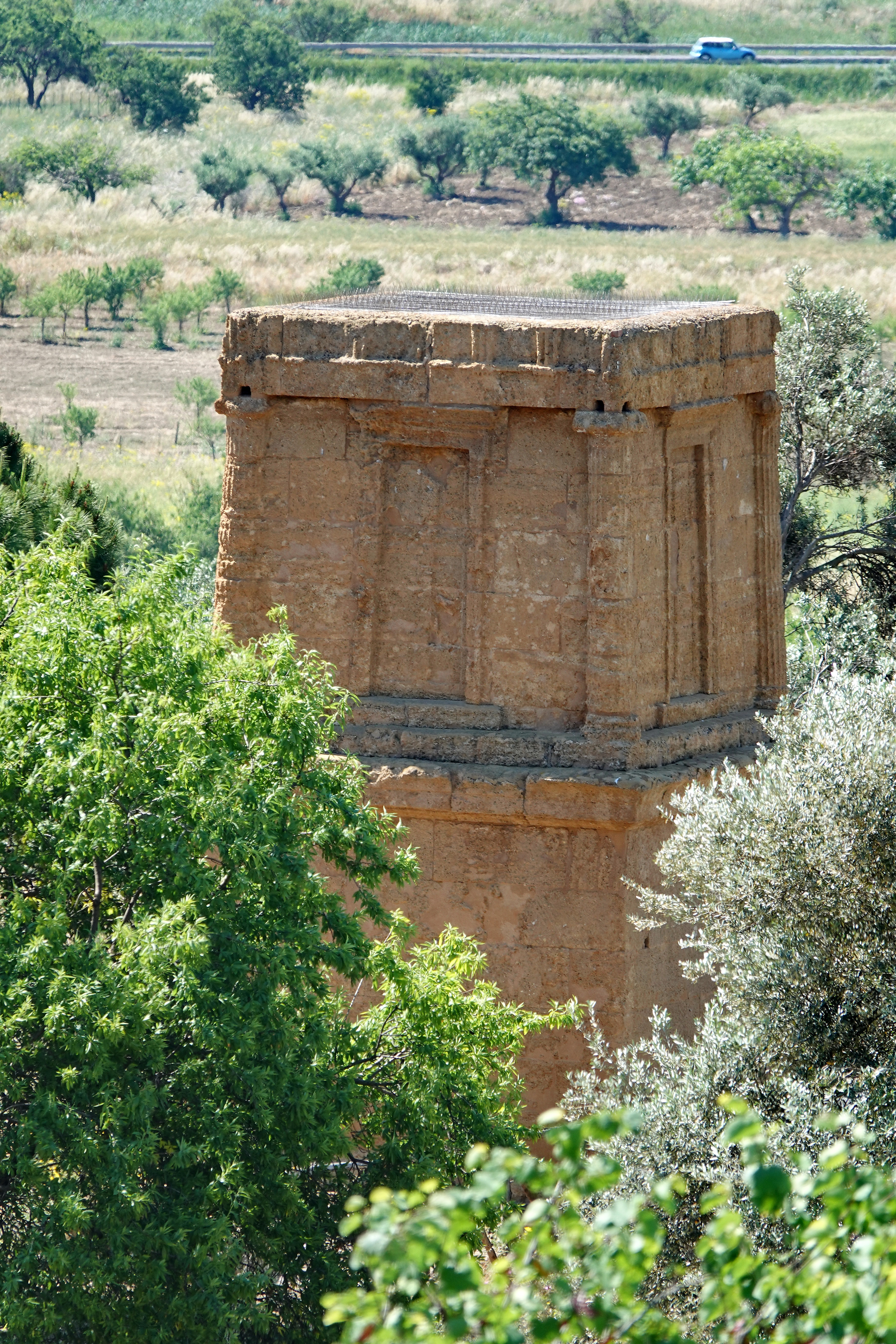
Tomba di Terone

Una delle tombe monumentali più note della Necropoli Giambertoni è la cosiddetta tomba di Terone, che però non ha nulla a che fare con l'omonimo tiranno akragantino vissuto nel V secolo a.C. perché il nome è stato coniato dai viaggiatori del Grand Tour nel '700. Si tratta di un sepolcro a naiskos (con probabile coronamento cuspidato) risalente in realtà al I secolo a.C., costruito su un alto podio a pianta quadrata, sormontato dal naiskos vero e proprio a parete piena e finte porte centrali, con colonne ioniche e trabeazione dorica, di un modello ben noto nell'Oriente ellenistico e poi diffuso attraverso la cultura ellenistica italica anche nelle province occidentali, tra tarda repubblica e primo impero. Per secoli la tomba è stata utilizzata come ovile e tale è rimasta almeno fino ai primi del '900.

### Monumenti di età ellenistico-romana

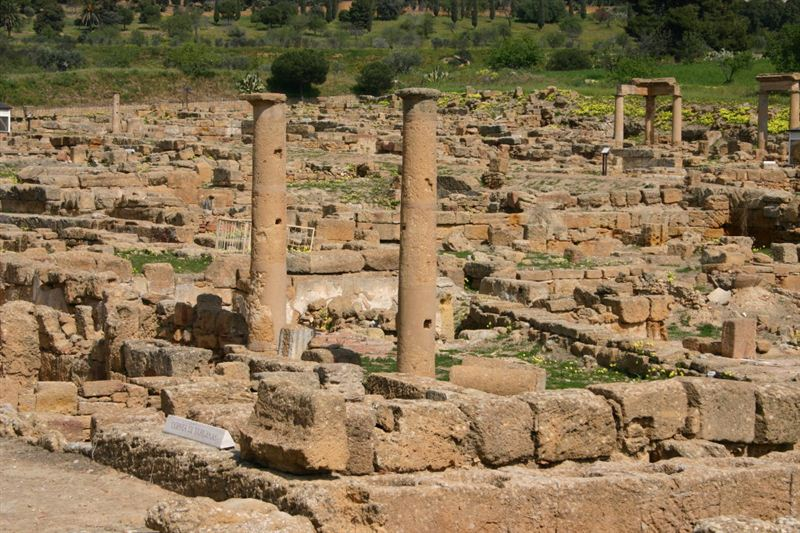
I resti del quartiere ellenistico-romano.

A partire dagli anni '50, gli scavi condotti dall'archeologo Pietro Griffo hanno messo in luce un interessante complesso di carattere pubblico al centro della Valle dei Templi, nella zona ad ovest della chiesa medievale di San Nicola (oggi sede del Museo archeologico regionale intitolato a Griffo), ossia l'Agorà superiore, che comprende i resti di epoca ellenistico-romana: l'Ekklesiastérion con il cosiddetto Oratorio di Falaride, il Bouleuterion, il teatro (cercato per secoli dagli studiosi e finalmente trovato nel 2016) e un santuario a tempietto (probabilmente dedicato alla dea Iside, di cui si conserva solo il podio) all'interno di un triportico colonnato (che racchiudeva il foro, ossia la piazza pubblica, e di cui rimangono soltanto resti di colonne). Delle statue togate di marmo che un tempo abbellivano il triportico del foro ne sono state ritrovate soltanto quattro prive di testa, due conservate al museo archeologico regionale ed altre due, scoperte nel 2005, esposte lungo la Via Sacra vicino al Tempio della Concordia. Nella zona ad ovest di questi edifici pubblici è possibile ammirare i resti di un esteso quartiere di circa 15.000 mq, sempre di età ellenistico-romana, che presenta ben ventisette domus (abitazioni) con dipinti alle pareti e pavimenti a mosaico.
Nell'Agorà inferiore, a poche centinaia di metri a nord dell'Olympeion, sorgono invece i resti del Gymnasium (palestra per gli atleti), risalente all'età augustea che presenta un portico lungo 200 metri circa, sedili di pietra, una pista da corsa e una vasca.

#### L'Ekklesiastérione ilBouleutèrion

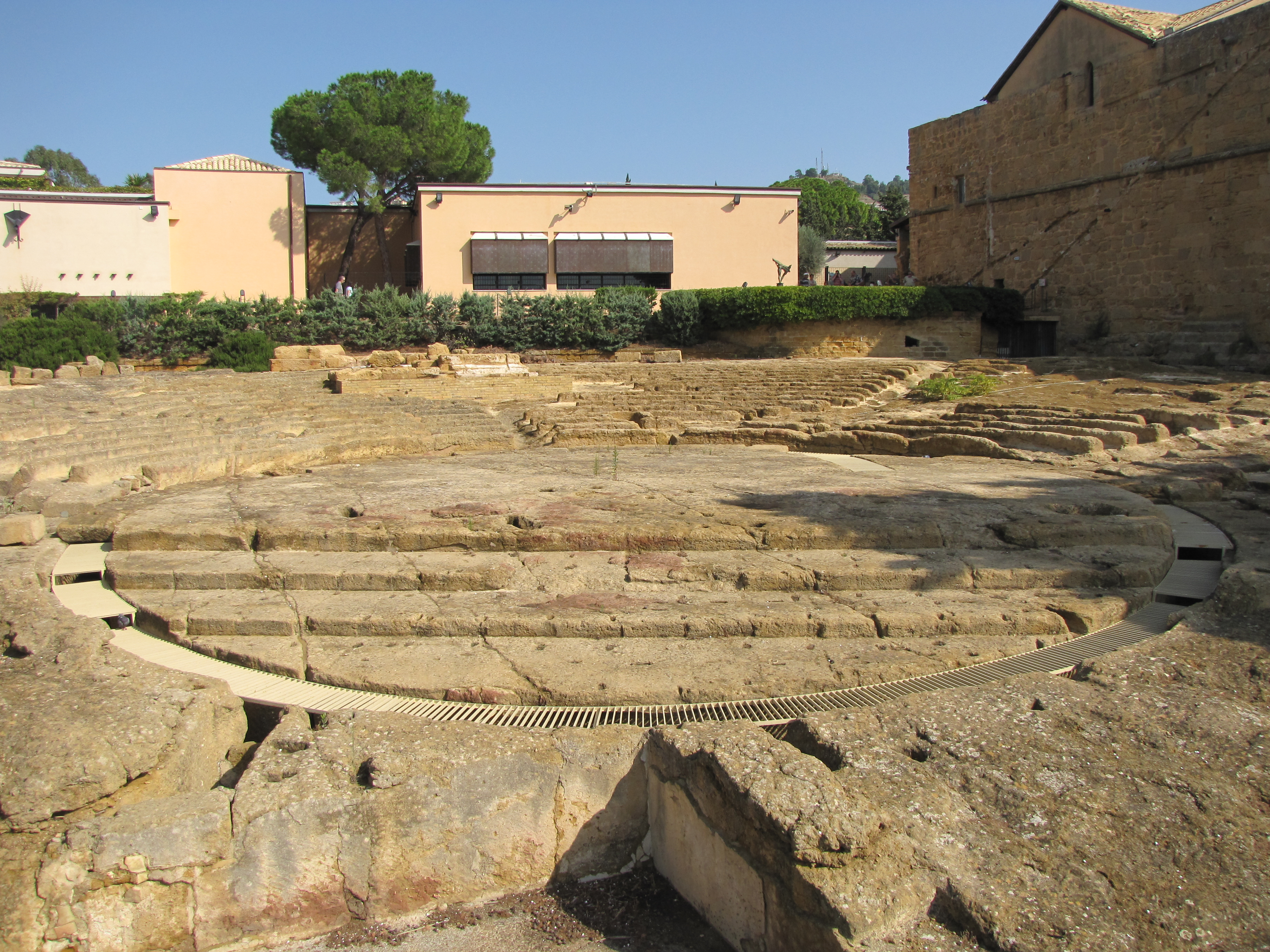
I resti del Bouleutèrion.

A sud si estendono, per un'area di tre quarti di cerchio, i resti dell'Ekklesiastérion, di una tipologia già nota in età arcaica (IV secolo a.C.) a Reggio, descritta da Diodoro Siculo. Si tratta di una cavea circolare dal profilo dolcissimo in cui sono conservate o ricostruibili una ventina di file concentriche di sedili, al fondo della quale – a copertura di un éuripo (canaletta) per il drenaggio – un anello di conci delimita lo spazio centrale a forma d'orchestra, intagliato nella roccia e completato a sud con blocchi; tre cunette scavate nella roccia della cavea a nord, nord-est ed est incanalavano infine le acque piovane provenienti dalla zona di maggior pendenza. I cittadini assistevano ai dibattiti dell'assemblea dalla cavea, che poteva contenere fino a 3000 persone, mentre l'orchestra era destinata agli oratori.
Di pianta semicircolare è invece il Bouleuterion, risalente al periodo fra la fine del IV e l’inizio del III secolo a.C. come l'Ekklesiastérion, che sorge sempre sul poggio di San Nicola e presenta una cavea con sei file di sedili inserito in una struttura rettangolare di m. 20,50 X 12,50. L'edificio, che poteva contenere fino a 300 persone, fu trasformato in epoca romana in odéion, ossia una sala da musica.

#### Oratorio di Falaride

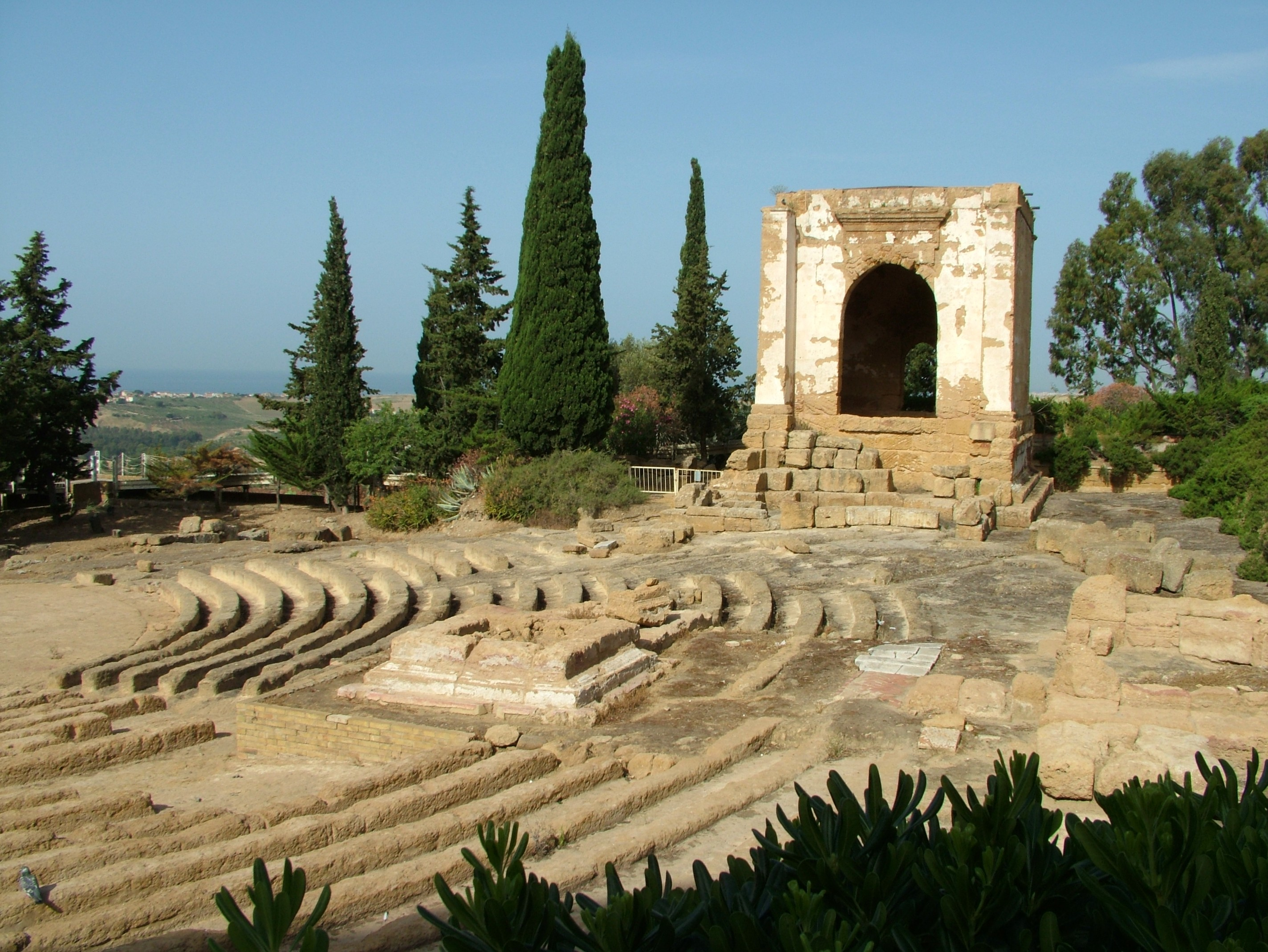
L'oratorio di Falaride e i resti dell'Ekklesiastérion.

Nel I secolo a.C., la cavea dell'Ekklesiastérion venne riempita e fu costruito il cosiddetto Oratorio di Falaride, erroneamente attribuito dai viaggiatori del Grand Tour all'omonimo tiranno akragantino del IV secolo a.C. In realtà si tratta di un tempietto di età romana su alto podio con altare sulla fronte orientale. Il tempietto sorge su un podio sagomato alto 1,57 m, lungo 12,40 m e largo 8,85 m: si trattava di un edificio ionico prostilo tetrastilo (10,90 × 7,40 m) con trabeazione dorica, interamente coperto di stucco dipinto, di cui restano cospicue tracce. In asse col tempio, ma significativamente anche sul diametro centrale del precedente Ekklesiastérion e sull'asse della cunetta settentrionale di questo si colloca l'altare del sacello, pure rivestito di stucco dipinto, immediatamente a nord, a margine dell'antico edificio di riunione, e in asse con l'altare del sacello romano, sorge un'esedra semicircolare, con tutt'evidenza destinata ad ospitare una statua.
In epoca successiva, durante la dominazione normanna, l'oratorio fu trasformato in cappella del circostante monastero di San Nicola e la sua struttura subì alcune modifiche.

#### Teatro greco
Il 10 ottobre 2016 parte una campagna di scavi sull'ipotesi del ritrovamento del teatro greco dell'antica Akragas, ricordato dallo scrittore romano Frontino negli Strategemata e dallo storico Tommaso Fazello nel '500. Il 4 novembre dello stesso anno arriva la conferma sul rinvenimento del teatro ellenistico posizionato poco a sud rispetto al sito romano e al Museo Archeologico, che mostrerebbe delle affinità con i teatri di Solunto e di Segesta, costruiti nel II secolo a.C.

### LaKolymbethrae gli Ipogei

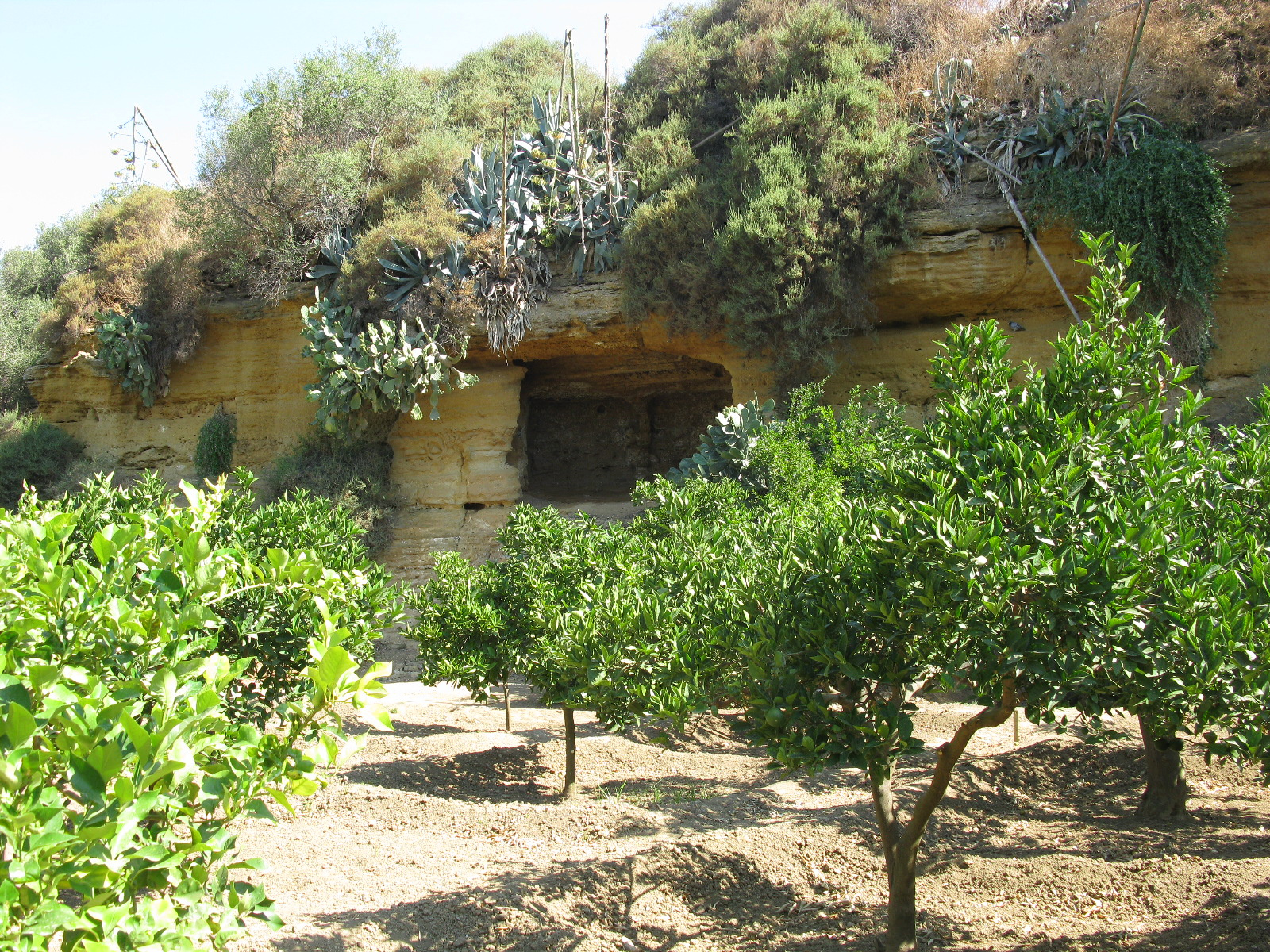
Strutture ipogee visibili dal giardino della Kolymbethra.

L'antica Kolymbethra (dal greco κολυμβήθρα, lett. "piscina") si estende nella vallata compresa tra il Tempio dei Dioscuri e quello di Efesto. È ampiamente descritta da Diodoro Siculo come luogo di delizie ricco di vegetazione, dove stanziavano cigni ed uccelli vari e dove si allevavano pesci di acqua dolce per i banchetti dei tiranni akgragantini. La piscina era alimentata dagli Acquedotti Feaci, complesso sistema sotterraneo di convogliamento delle acque ideato appunto dall'architetto Feace nel V secolo a.C. Nel Medioevo, la piscina risulta interrata e l'area utilizzata per l'agricoltura di orti e frutteti, sfruttando gli antichi ipogei (resti di cunicoli e cisterne degli Acquedotti Feaci) come mezzi di irrigazione e tale rimase la situazione per diversi secoli.
Dopo alcuni decenni di totale abbandono e degrado, nel 1999 la Regione Siciliana affidò il giardino della Kolymbethra in concessione gratuita al FAI (Fondo per l'Ambiente Italiano), che avviò un sostanziale recupero dell'area, riportandola agli antichi splendori. Negli anni seguenti anche diversi ipogei, sopravvissuti all'abbandono e alla distruzione operata dalla speculazione edilizia del dopoguerra, sono stati resi fruibili per i visitatori e per gli appassionati di speleologia.

### Porte

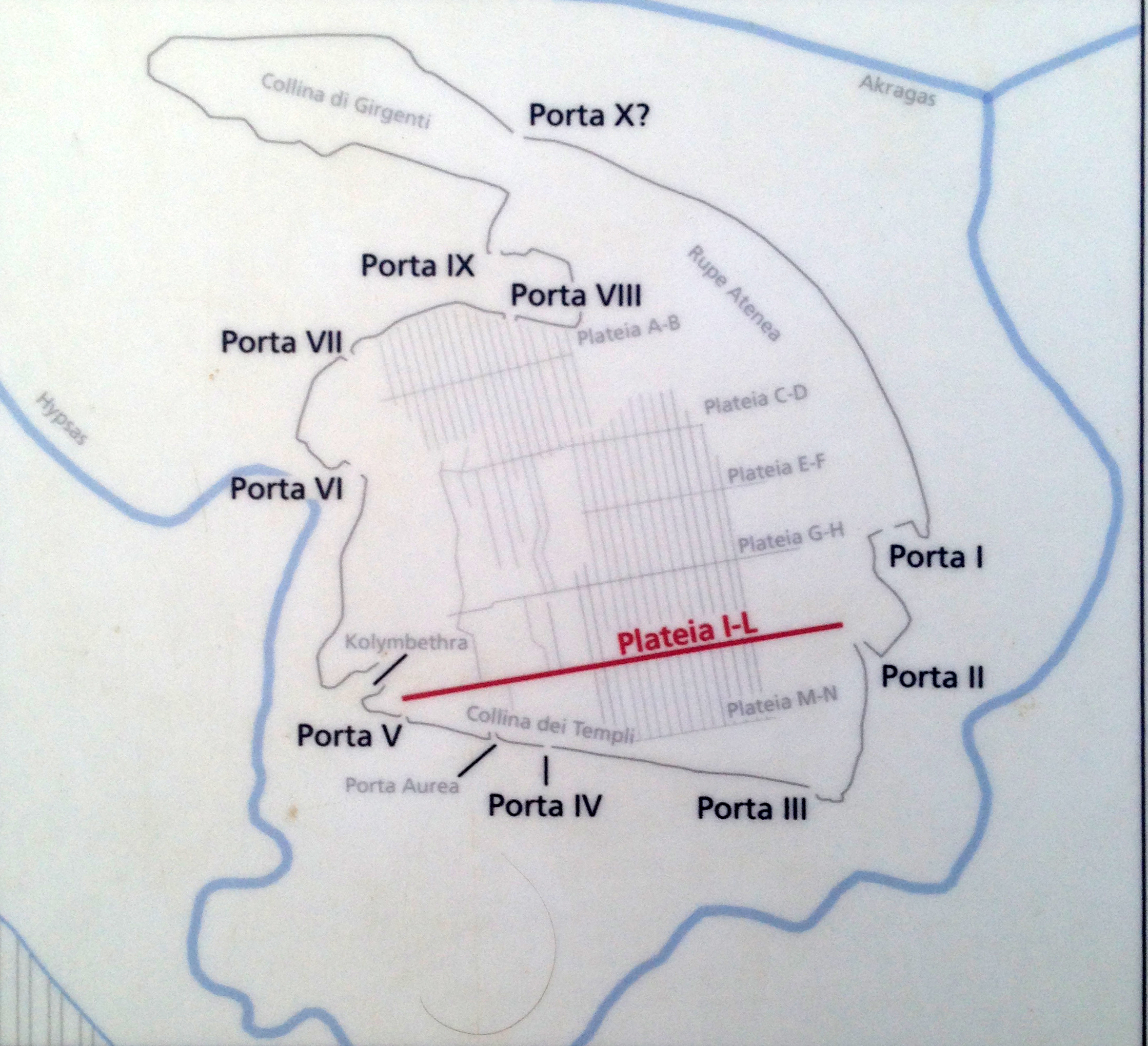
Le antiche porte di Akragas.

Sul lato occidentale della città si conservano i resti delle Porte VI e VII, la prima probabilmente con porta e controporta al centro di una valletta attraversata da una strada diretta forse ad Eraclea, la seconda guarnita da due torri e, a valle, da due poderosi baluardi esterni, il primo dei quali è spesso oltre quindici metri, un sistema di difesa avanzata noto anche altrove nel mondo greco, e in Sicilia a Camarina. Più a nord, sono in pessimo stato di conservazione i resti delle Porte VIII e IX, situate nel moderno centro abitato di Agrigento in località Sottogas (la Porta VIII, non più visibile, presso l'attuale via F. Petrarca all'altezza dello stadio Esseneto e la Porta IX all'incrocio tra via Manzoni e via G. Toniolo), entrambe travolte dall'incivile speculazione edilizia, iniziata nel dopoguerra e proceduta sistematicamente fino alle pendici della Rupe Atenea, malgrado la tragica frana del 1966 che sollevò l'indignazione dell'opinione pubblica nazionale ed internazionale.

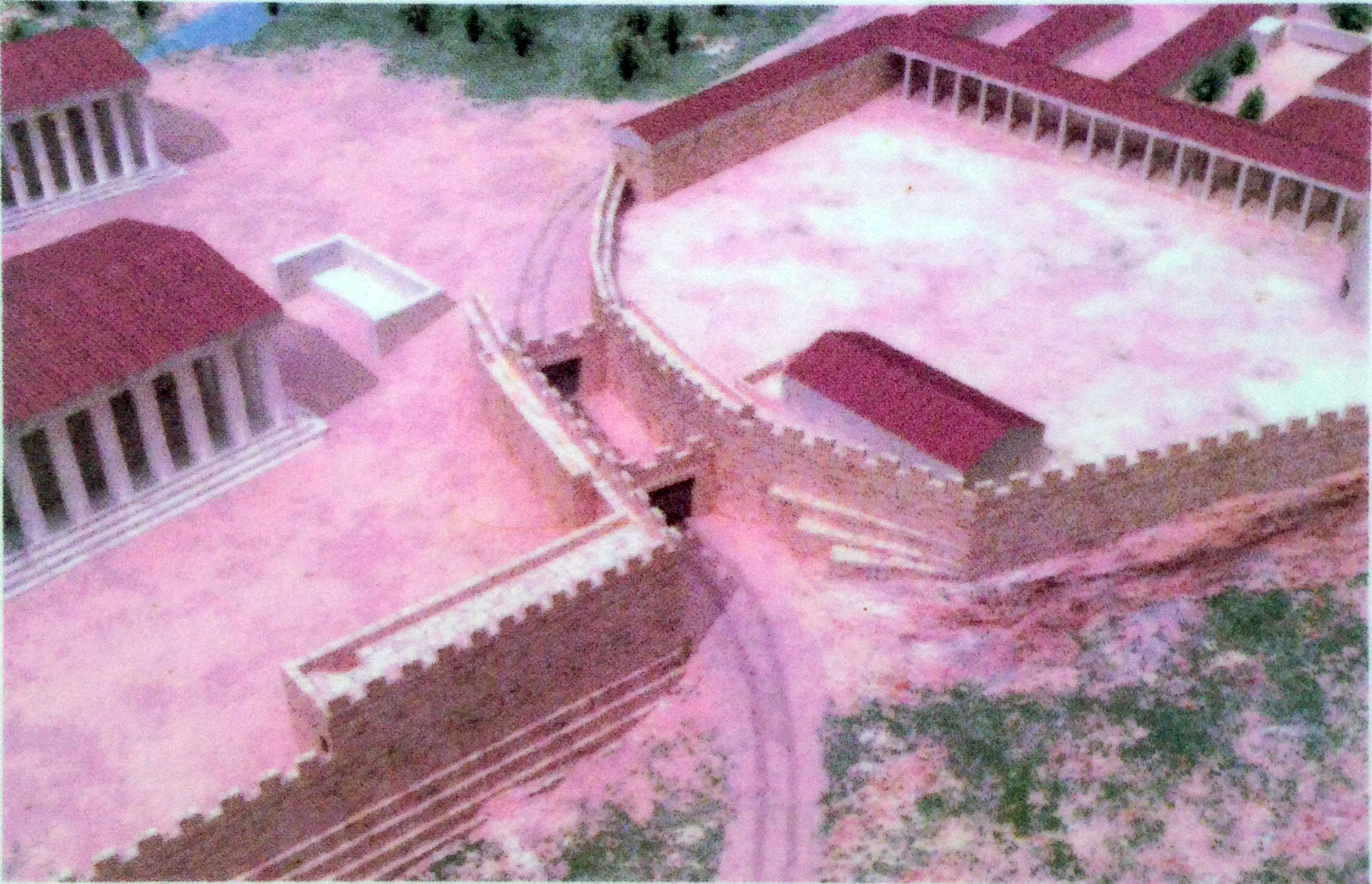
Ricostruzione in 3D della Porta V.

Verso ovest sono i resti della Porta V, di tipo sceo (cioè sghemba rispetto al tracciato delle mura), che sicuramente era l'ingresso principale alla città ed era difesa da un torrione del IV secolo a.C. sul lato destro; il vano della porta e della controporta è occluso da blocchi di caduta, mentre oltre la porta sono in luce vasti tratti caduti della fortificazione, originariamente difesi da torri quadrate. Ancora più ad ovest, all'altezza del Tempio di Eracle, sorge la Porta IV (detta Porta Aurea) che, pur conservata solo nei tagli della roccia in quanto attraversata dal moderno tracciato della strada provinciale 4, doveva anticamente essere una delle più importanti della città poiché la collegava con l'emporion (attuale frazione di San Leone) e quindi con il mare: perciò qui si collocano più fitti i sepolcri ellenistici e romani della Necropoli Giambertoni e, fra questi, anche gli esempi più monumentali. Altri tagli nella roccia riconducibili alla Porta III e all'antica strada che l'attraversava sono visibili nelle immediate vicinanze del Tempio di Giunone, in direzione di quello della Concordia.
Sotto la punta sud-orientale della Rupe Atenea, alle spalle del moderno cimitero "Bonamorone", si trova la Porta I, nelle cui vicinanze è visibile il cosiddetto baluardo a tenaglia, ossia un torrione posto ad angolo acuto tra due settori di muro di cui si conserva solamente la base di 8,30 x 6,80 m. Costeggiando il muro posteriore del cimitero sono visibili resti di abitazioni risalenti al periodo successivo alla conquista cartaginese (IV secolo a.C.) per poi giungere alla Porta II (detta anche Porta di Gela perché da lì partiva la strada che conduceva appunto a Gela, la madrepatria di Akragas), ormai visibile soltanto nel taglio del costone roccioso e di cui si conservano resti di nicchie votive ed un tratto di carreggiata dell'antica strada (plateia) che l'attraversava passando longitudinalmente per l'abitato fino a congiungersi con la Porta V.

## Museo archeologico regionale

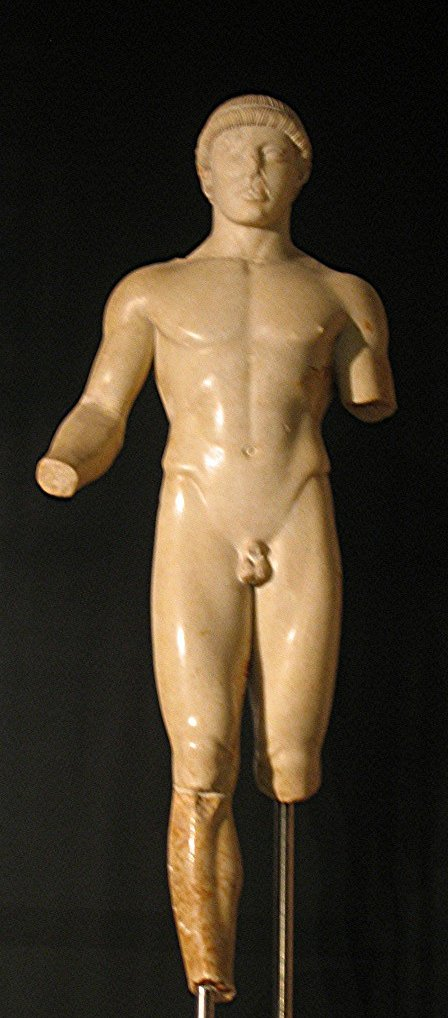
Raffigurazione di Efebo del V secolo a.C. posto all'interno del museo.

Il museo archeologico regionale è intitolato alla memoria di Pietro Griffo, archeologo e Soprintendente ai beni culturali di Agrigento dal 1941 al 1968. Ha sede nel convento trecentesco di San Nicola, costruito sui resti dell'Agorà superiore e riadattato negli anni '60 con nuove strutture progettate dall'architetto Franco Minissi per accogliere gli spazi del museo. Presenta 17 sale espositive in cui si trovano numerosi reperti ritrovati nella zona archeologica della Valle dei Templi frutto degli scavi condotti fino alla fine degli anni '80 ma anche testimonianze provenienti da siti nelle province di Caltanissetta e di Enna. Tra i reperti più celebri conservati nel museo, l'Efebo del V secolo a.C., il Sarcofago del Fanciullo del II secolo d.C. e i resti del gigantesco telamone proveniente dall'Olympeion.

## Patrimonio naturalistico

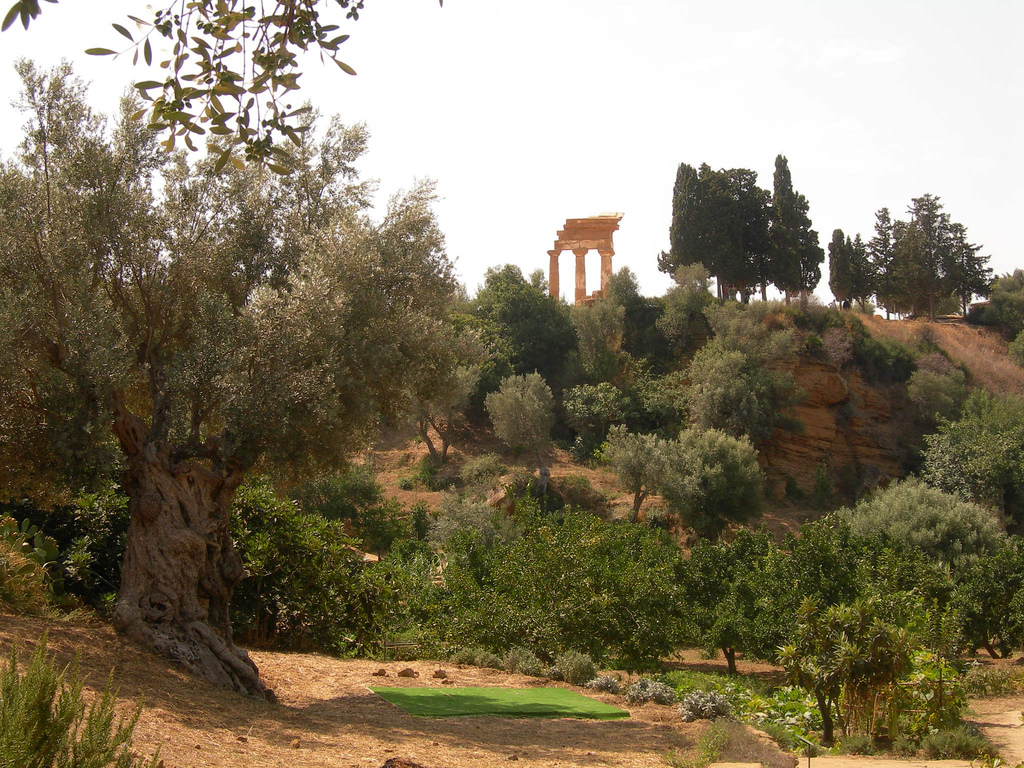
La vegetazione del giardino della Kolymbethra. Sullo sfondo il Tempio dei Dioscuri.

Nella Valle dei Templi prevale la macchia mediterranea con una fitta vegetazione di olivi, mandorli, viti, pistacchi, agrumi, fichi domestici e fichi d'india, alberi da frutta e piante ornamentali, tutte tipiche del paesaggio siciliano. Nel giardino della Kolymbethra, vasto sei ettari e recuperato dal FAI a partire dal 1999 dopo anni di abbandono, si possono ammirare numerose di queste piante, tanto da collocarsi fra i dieci finalisti del concorso "Il Parco più bello d'Italia" nelle edizioni del 2007 e del 2009.
Alcuni olivi saraceni, carrubbi e mirti ultracentenari situati nelle adiacenze dei Templi e della Kolymbethra sono stati censiti come “alberi monumentali” e inseriti nell’elenco de “I grandi alberi di Sicilia”. Nel giardino di Villa Aurea, lungo la Via Sacra, sono invece presenti diverse specie di piante esotiche importate.
Nel 1997 è stato istituito il Museo Vivente del Mandorlo, intitolato allo studioso Francesco Monastra e nato per tutelare le varietà di mandorlo che rischiano di scomparire: ai piedi della collina su cui sorge il Tempio di Giunone si coltivano infatti 250 specie di mandorlo provenienti da tutta la Sicilia, che costituiscono il patrimonio del museo e sono studiate dagli studenti di agraria dell'Università degli Studi di Palermo.
Nei pressi del Tempio della Concordia è stato avviato un allevamento di capre girgentane, specie a rischio di estinzione dalle caratteristiche corna a spirale, che un tempo popolava il territorio della Valle.

## Eventi
Ogni prima decade del mese di febbraio fino al mese di marzo, nella Valle dei Templi si tiene la tradizionale festa del mandorlo in fiore, una delle più antiche di Sicilia poiché si svolge dal 1935 per celebrare appunto la stagione della fioritura del mandorlo. Nell'ambito dell'evento si svolgono spettacoli, concerti, sfilate, degustazioni enogastronomiche ed eventi di promozione e valorizzazione delle tradizioni etniche dei popoli tra cui due importanti festival internazionali del folclore.
Dal 1999, nel piano San Gregorio, ai piedi della Valle dei Templi, viene allestito un palcoscenico mobile gestito da una fondazione privata su concessione pubblica in cui svolgono eventi, spettacoli e concerti di cantanti di fama nazionale ed internazionale.